# Sovata
Sovata (în maghiară Szováta, în germană Sowata) este un oraș în județul Mureș, Transilvania, România, format din localitățile componente Căpeți, Ilieși, Săcădat și Sovata (reședința). Este situat pe cursul superior al râului Târnava Mică, la confluența cu râul Sovata.

## Localizare
Orașul Sovata se află pe cursul superior al râului Târnava Mică, în Depresiunea Praid-Sovata, la poalele dinspre sud-vest ale Munților Gurghiu (Carpații Orientali), altitudine 475–530 m, la de 60 km est de municipiul Târgu Mureș (reședința Județului Mureș). Se poate ajunge cu mașina pe DN13A Bălăușeri-Sovata iar cu trenul prin linia de cale ferată 307 Blaj-Târnăveni-Praid. Sovata se învecinează la nord cu dealul Cireșelu de 912 m, la est cu dealul Stejaru de 649 m, la nord-est cu muntele Becheci de 1080 m, iar la nord-est cu Masivul Gurghiu, vârful Saca de 1777 m.

## Istoric

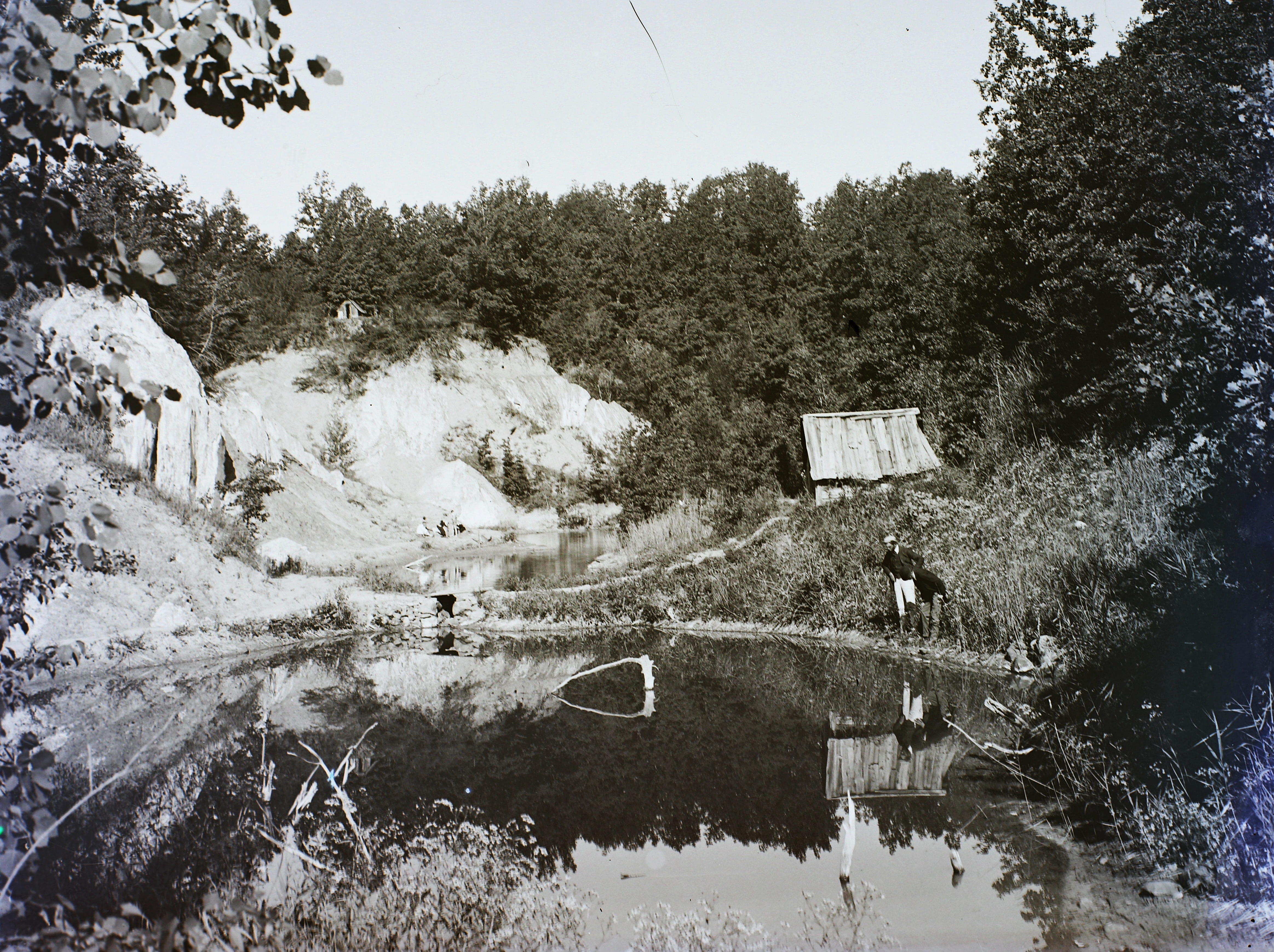
Lacul Roșu din Sovata (1907)

În Sovata există o așezare neolitică în punctul numit câmpul lui Ilie, cultura căreia nu a putut fi identificată deși a fost găsită și mai multe unelte.
La sud-vest de oraș există o așezare romană pe dealul numit Földvár. Datarea acesteia este dintre secolele 1 și 3 după Christos. Suprafața sitului este de 0,3 hectare iar regimul de proprietate al sitului este privat.
Exploatări de sare cunoscute din antichitate sunt și cele de la Sovata.
Volker Wollmann în monografia sa asupra mineritului subliniază prezența în imediata apropiere a zăcămintelor de sare, de fiecare dată, a unei fortificații romane. Resursele de sare gemă de la Sovata au avut în imediata apropiere castrul roman de la Sărățeni. Romanii lucrau numai la suprafață, în gropi patrulatere, până la o adâncime de 12–15 m, de unde sarea se putea scoate ușor pe punți alunecoase și cu aparate simple de ridicat, după care o părăseau și începeau alta. Așa au extras romanii sarea peste tot în Ardeal, iar excavațiile părăsite au devenit lacuri.
Prima menționare a localității s-a făcut pe data de 13 septembrie 1578, în actul privilegial al principelui Cristofor Báthory acordat paznicilor exploatărilor de sare de la Sovata. Atestare documentară a orașului, cu denumirea de Szavata (Sovata), este din anul 1602. În 1876, s-a primit autorizația ca apa lacurilor să fie utilizată pentru băi, iar în 1884 Sovata a fost atestată oficial ca stațiune balneară.
Pe Harta Iosefină a Transilvaniei din 1769-1773 (Sectio 145), localitatea a apărut sub numele de „Szovata”.

## Demografie
Componența etnică a orașului Sovata
     Maghiari (82,81%)
     Români (8,51%)
     Romi (2,12%)
     Alte etnii (0,1%)
     Necunoscută (6,45%)
Componența confesională a orașului Sovata
     Romano-catolici (47,81%)
     Reformați (29,66%)
     Ortodocși (8,26%)
     Martori ai lui Iehova (3,86%)
     Unitarieni (1,49%)
     Alte religii (2,09%)
     Necunoscută (6,82%)
Conform recensământului efectuat în 2021, populația orașului Sovata se ridică la 9.703 locuitori, în scădere față de recensământul anterior din 2011, când fuseseră înregistrați 10.385 de locuitori. Majoritatea locuitorilor sunt maghiari (82,81%), cu minorități de români (8,51%) și romi (2,12%), iar pentru 6,45% nu se cunoaște apartenența etnică. Din punct de vedere confesional, cei mai mulți locuitori sunt romano-catolici (47,81%), cu minorități de reformați (29,66%), ortodocși (8,26%), martori ai lui Iehova (3,86%) și unitarieni (1,49%), iar pentru 6,82% nu se cunoaște apartenența confesională.
0200040006000800010.00012.00014.000195619661977199220022011populațiePopulația istorică din Sovata
Date: Recensăminte sau birourile de statistică - grafică realizată de Wikipedia

## Politică și administrație
Orașul Sovata este administrat de un primar și un consiliu local compus din 15 consilieri. Primarul, László Zsolt Fülöp[*], de la Uniunea Democrată Maghiară din România, este în funcție din 2016. Începând cu alegerile locale din 2024, consiliul local are următoarea componență pe partide politice:
|  | Partid                                 | Consilieri | Componența Consiliului | Componența Consiliului | Componența Consiliului | Componența Consiliului | Componența Consiliului | Componența Consiliului | Componența Consiliului | Componența Consiliului | Componența Consiliului | Componența Consiliului | Componența Consiliului | Componența Consiliului | Componența Consiliului | Componența Consiliului |
|  | -------------------------------------- | ---------- | ---------------------- | ---------------------- | ---------------------- | ---------------------- | ---------------------- | ---------------------- | ---------------------- | ---------------------- | ---------------------- | ---------------------- | ---------------------- | ---------------------- | ---------------------- | ---------------------- |
|  | Uniunea Democrată Maghiară din România | 14         |                        |                        |                        |                        |                        |                        |                        |                        |                        |                        |                        |                        |                        |                        |
|  | Partidul Social Democrat               | 1          |                        |                        |                        |                        |                        |                        |                        |                        |                        |                        |                        |                        |                        |                        |

## Simboluri
Actuala stemă orașului Sovata a fost adoptată de Guvernul României în 2011 cu numărul 726. Stema se compune dintr-un scut triunghiular cu marginile rotunjite, tăiat. În vârful scutului, în câmp verde, se află o blană de urs argintie care reprezintă Lacul balnear Ursu. Soarele și Luna sunt simboluri secuiești și semnifică istoria localității din cadrul Scaunului Mureș. Totodată, soarele de aur este reprezentativ pentru specificul balnear al stațiunii Sovata, iar cornul lunii de argint amintește de "paznicii sării", coloniști stabiliți pe aceste meleaguri în secolul al XVI-lea, cu misiunea de a păzi exploatările ocnei de sare. Căpriorul de argint este un simbol al muntelui de sare. Fondul verde reprezintă bogăția pădurilor locale, cu flora și fauna specifice, zona fiind renumită în domeniul tratamentelor balneare, al turismului și al vânătorii. Coroana murală cu 3 turnuri crenelate semnifică faptul că localitatea are rangul de oraș.

## Obiective turistice

### Oraș
Între obiectivele turistice din oraș se numără următoarele:
- Izvorul Ghera - aflat pe strada cu același nume pe locul unde se aflau primele băi sărate din stațiune
- Casa parohială reformată - clădire construită la începutul secolului al XX-lea, se figurează pe lista monumentelor istorice sub codul LMI:  MS-II-m-B-16032
- Centrul Cultural „Domokos Kázmér” - pe Strada Principală
- Centrul „Marianum” condus de Ordinul Surorilor de Notre Dame
- Călimani - Gurghiu, sit de importanță comunitară (134.936 hectare) inclus în rețeaua ecologică Natura 2000 în România.
- Turnul Belvedere
- Așezarea romană de la Sovata ("Dealul Földvár") datată din sec. I-III p. Chr.
- Turnul roman de la Săcădat (Epoca romană).

### Stațiunea
Stațiune cu sezon permanent, Sovata a fost menționată pentru prima data ca loc tămăduitor într-un document din 1597, dar abia în 1850 devine stațiune balneară. Este înconjurată de dealurile Cireșelu (912 m), Capela (720 m), Bechiș (1.079 m), Dealul Mic și Muntele de Sare, fiind acoperită cu păduri de fagi, stejari, carpeni, ulmi, castani, brazi și mesteceni.
Stațiunea are o clima subalpină, cu veri răcoroase (temperatura medie în iulie este de 18,5 °C) și ierni blânde (temperatura medie în ianuarie este de -3,5 °C). Temperatura medie anuală este de 7,6 °C, iar media anuală a precipitațiilor este de 750 mm.
Renumele Sovatei se datorează lacurilor Ursu (46.000 m2), Aluniș (9.000 m2), Verde (5.000m2), Negru, Roșu, Mierlei și Șerpilor, cu ape clorurate (cu concentrație mare - de la 40 la 250 g/litru) și sodice, prezentînd fenomenul de heliotermie (vara, temperatura apei variază în funcție de acumularea căldurii solare în apa sărată, apa caldă fiind protejată de un strat de apă proaspată provenită din râulețe, care nu se amestecă cu apă sarată, ci se menține la suprafată, acționînd ca un izolator termic). Acest lucru face ca vara temperatura Lacului Ursu (18,4 m adâncime), cel mai mare lac heliotermal, să varieze între 10-20 °C la suprafață, 30-40 °C la adâncimea de 1 m și 40-60 °C la adâncimea de 1,5 m. 
Stațiunea este indicată pentru tratamentul bolilor ginecologice (insuficiență ovariană, cervicită cronică, metrosalpingită cronică, sterilitate) dar și pentru afectiuni degenerative, inflamatorii și reumatismale (spondiloză cervicală, dorsală și lombară, artroză, poliartroză, dureri articulare, tendinite, tendimiozită, poliartrită scapulohumerală), stări posttraumatismale (după operații vindecate la articulații, mușchi, oase, dupa luxații și entorse), pentru boli ale sistemului nervos periferic (pareze ușoare, sechele ale poliomielitei, polinevrite), tulburări endocrine (hipotiroidie, urmare unui tratament endocrinologic), boli cardiovasculare (ulcerații, acrocianoză). 
Stațiunea beneficiază de dotări multiple (pentru băi calde, în cadă sau bazin,cu apa minerală sărată prelevată din lacuri; pentru tratamente ginecologice și împachetări cu nămol cald; bazine pentru kinetoterapie, instalații pentru electroterapie și hidroterapie; saune; săli de gimnastică medicală; plaje pe malul Lacului Ursu și Lacului Aluniș etc.); condițiile de cazare sunt bune (hoteluri, cum ar fi "Danubius", "Brădet", "Aluniș", "Făget", "Căprioara", beneficiind în unele cazuri de bază de tratament proprie, vile, hanuri, moteluri și cabane). Posibilitățile de recreere și de practicare a sportului sunt de asemenea numeroase (un club cu sala pentru jocuri mecanice, sala de lectura, cinematograf, bazine acoperite, discoteci, popicărie, excursii la Dealul Saca și la Vârful Cireșelu etc.).
Între obiectivele turistice din stațiune se mai numără următoarele:
- Lacul Ursu și arboretele de pe sărături
- Muntele de sare - cu un spectaculos aspect și care se află în spatele Lacului Roșu și Lacului Verde
- Vila Magistraților - clădire datată din 1920, inițial al Casei Regale; în prezent, este Centrul Regional de Pregătire Profesională a Magistraților
- Izvorul Maria - cu apă potabilă, aflat în parcul din imediata vecinătate a autogării din Sovata
- Vila Bernády - construită în 1904, cumpărată în 1929 de fostul primar al municipiului Târgu Mureș, György Bernády, se figurează pe lista monumentelor istorice sub codul LMI:  MS-II-m-B-16033
- Pârtia Aluniș - amenajată lângă cabana cu același nume tot mai solicitată de iubitorii sporturilor de iarnă
- Lacul Negru - pe strada Bradului, primul lac al Sovatei format în anul 1710 prin surparea unei ocne

## Sovata în cultura populară
„Du-mă, mamă, la Sovata, să-l cunosc și eu pe tata!”, „Sovata, unde face Nicu armata” sau „Sovata, unde-i fericită fata”, sunt versuri ale cântecului La Sovata al formației Cindy Cat.

## Lăcașuri de cult

### Biserica de lemn „Schimbarea la Față”
Biserica a fost construită între anii 1931-1932 de meșterii localnici Ioan Vadas și Ludovic Duca, lucrările fiind supervizate de antreprenorul Kinger din Reghin. Pictura interioară a fost realizată în 1936, în tehnica tempera, de Aurel Ciupe. Biserica, inițial greco-catolică, este folosită în prezent de ortodocși, în perioada rece a anului. În curtea ei se află mormântul fostului director medical al stațiunii Sovata, Teodor Pascu.

### Biserica de lemn „Adormirea Maicii Domnului”
A fost construită în anul 1929, fiind sfințită în data de 4 august a aceluiași an de episcopul Nicolae Ivan. Construirea bisericii a fost sprijinită de miniștrii Alexandru I. Lapedatu, Ion I. Lapedatu și Alexandru Vlad, de prefectul de Mureș Ioan Vescan, subprefectul Petru Roșca și directorul medical al Băilor Sovata, Marius Sturza. Importante lucrări de reparații au avul loc în anul 1986: a fost retencuit exteriorul și interiorul și a fost refăcut acoperișul. Biserica a fost pictată între anii 1990-1994 de pictorul Viorel Maxim în colaborare cu pictorii Daniel Mărășescu, Cristian Corneanu și Vasile Maxim. Biserica, care este folosită în lunile de vară, a fost resfințită la data de 14 august 1994 de I.P.S. Andrei Arhiepiscop de Alba-Iulia.

### Alte lăcașuri de cult
- Biserica romano-catolică „Sfânta Treime” a fost construită lângă cimitirul din orașul de jos, între anii 1870–1875. Parohia a fost înființată înainte de 1630 („erecta ante an. 1630”).[15]
- Capela romano-catolică și drumul crucii de pe dealul Tyukász a fost construită în 1888 de către un presupus pelerin armean.[16]
- Biserica romano-catolică „Preasfânta Inimă a lui Isus” din orașul de sus a fost construită între 1937–1939.[17]
- Biserica reformată a fost construită de asemeni între 1937–1939.[18]
- Biserica ortodoxă „Sfântul Nicolae” din orașul de jos a fost construită între 1989–1993.[19]
- Biserica unitariană a fost sfințită în 2011.[20]

## Personalități
- Sándor Dali⁠(hu)[traduceți] (1930-2010), scriitor, redactor, directorul teatrului din Sfântu Gheorghe
- Kázmér Damokos⁠(hu)[traduceți] (1606-1677), episcop romano-catolic de Alba Iulia, personalitate marcantă în contrareforma transilvană
- Kálmán Dékáni⁠(hu)[traduceți] (1875-1925), istoric, scriitor, redactor
- Endre Kusztos⁠(hu)[traduceți] (1925-2015), pictor, grafician, cetățean de onoare al orașului Sovata, galeria de artă locală poartă numele său
- József Léstyán⁠(hu)[traduceți] (1886-1952), preot romano-catolic, istoric de artă
- Valentin-Zoltán Puskás (n.1949), senator, judecător la Curtea Constituțională a României (2007 - 2016), politician
- Csaba Sánta (n. 1964), sculptor

## Presa
În orașul Sovata postul Radio GaGa are un studio care emite în împrejurime pe frecvența 102.0 FM. Postul de radio comercial emite 12-12 ore în limbile română și maghiară. Lansat în 1999 în municipiul Târgu Mureș, conducerea a avut ca scop îmbunătățirea relațiilor dintre cele două etnii afectate de întâmplările conflictul interetnic de la Târgu Mureș din 1990. Studioul local a fost lansat în 2006.
Operatorul local de servicii de telecomunicație deține postul local de televiziune Sóvidék TV care produce emisiuni de interes public, culturale și religioase în limba maghiară. Totodată, presa scrisă este reprezentată de revistele Sóvidék și Szovátai Hírmondó.

## Imagini

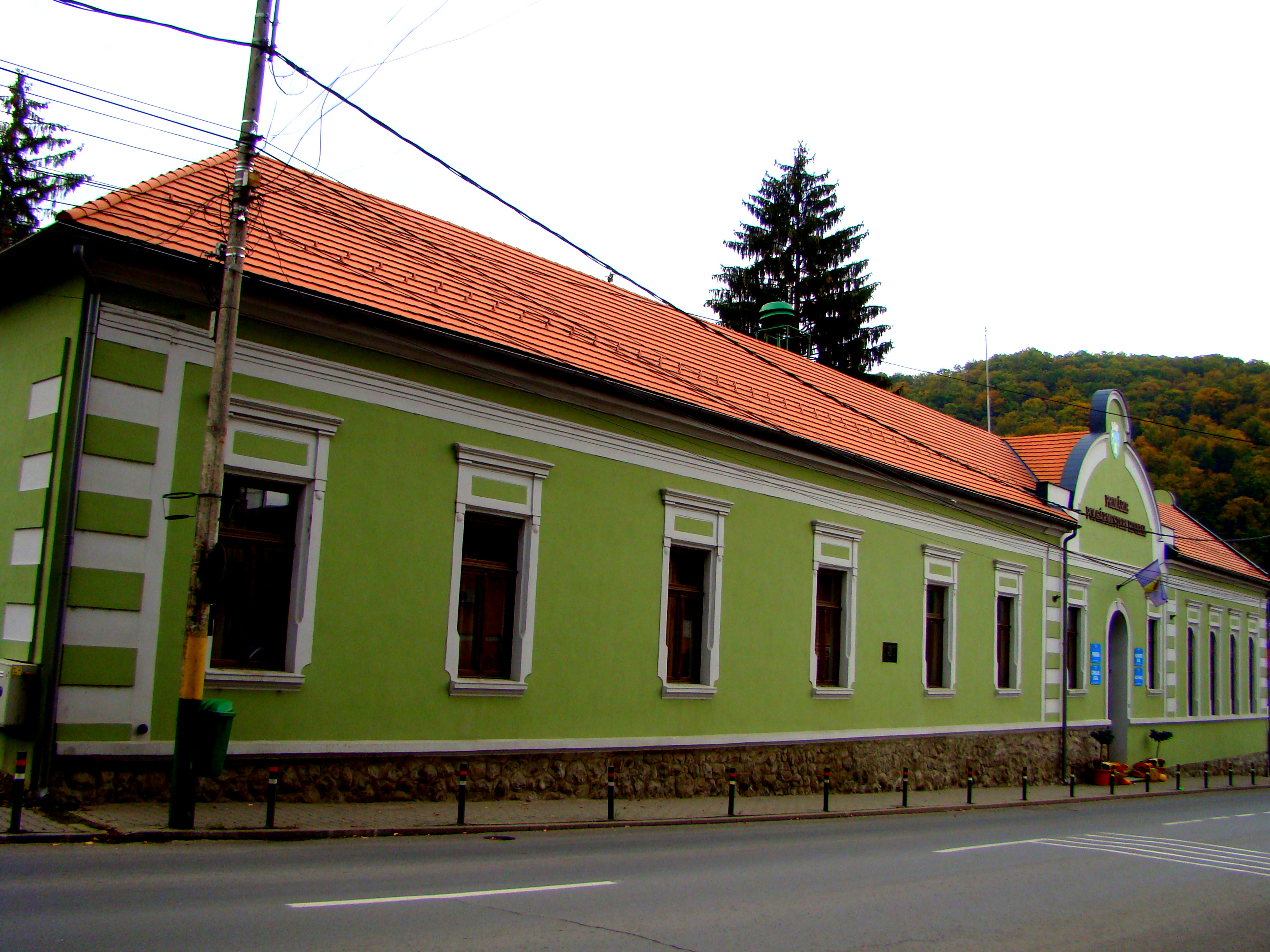
Primăria orașului Sovata
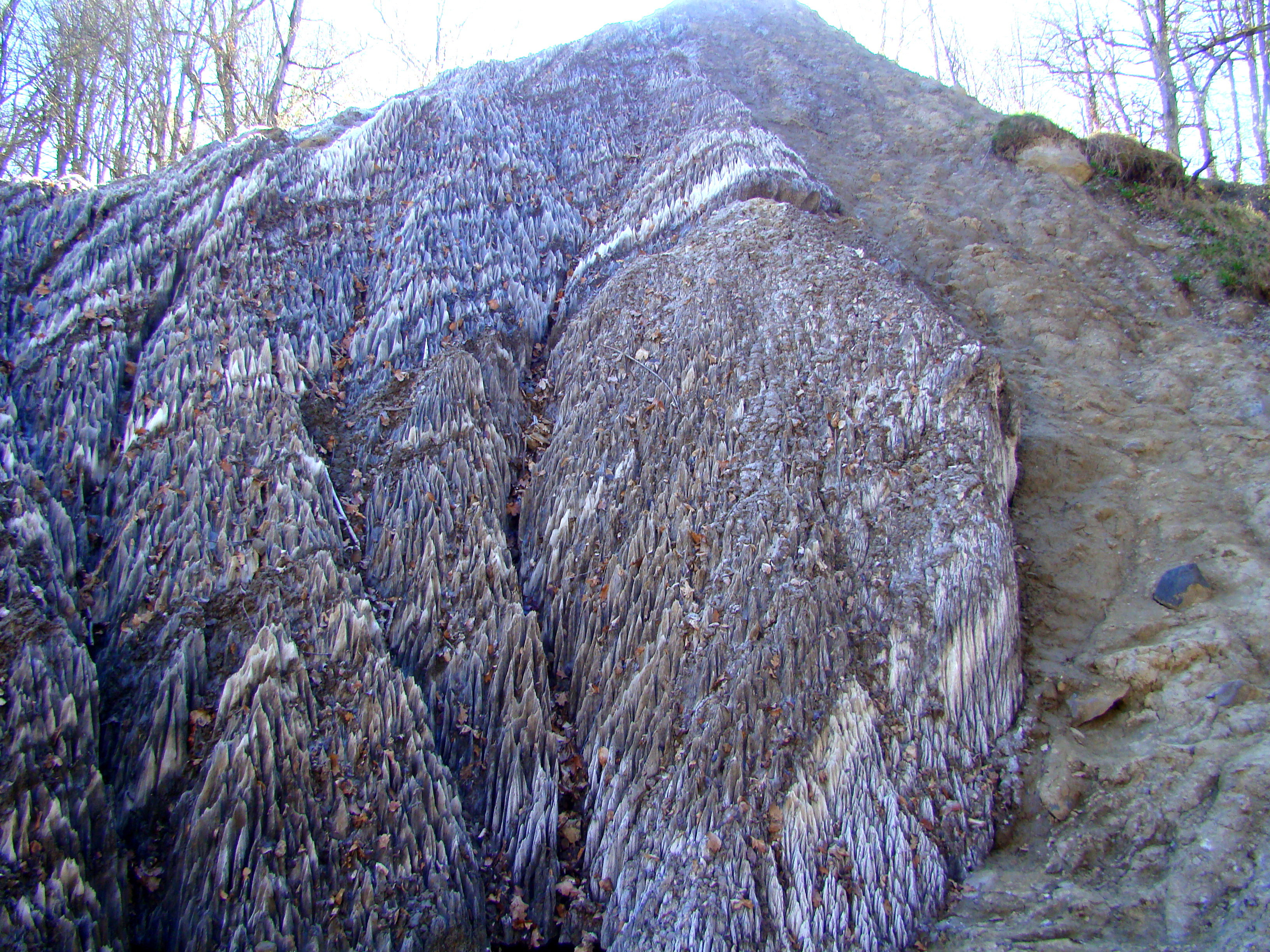
Muntele de sare de la Sovata
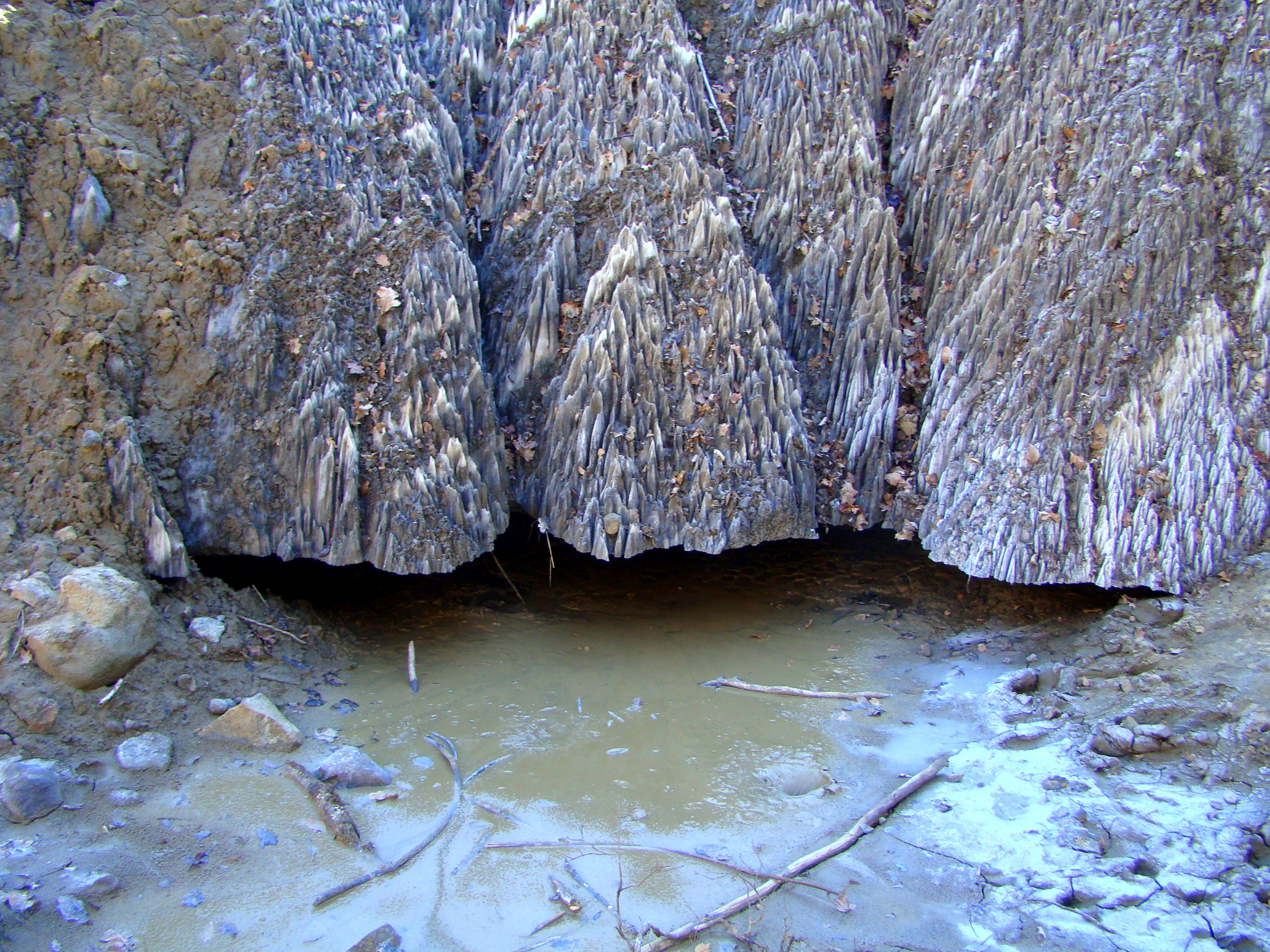
Muntele de sare de la Sovata
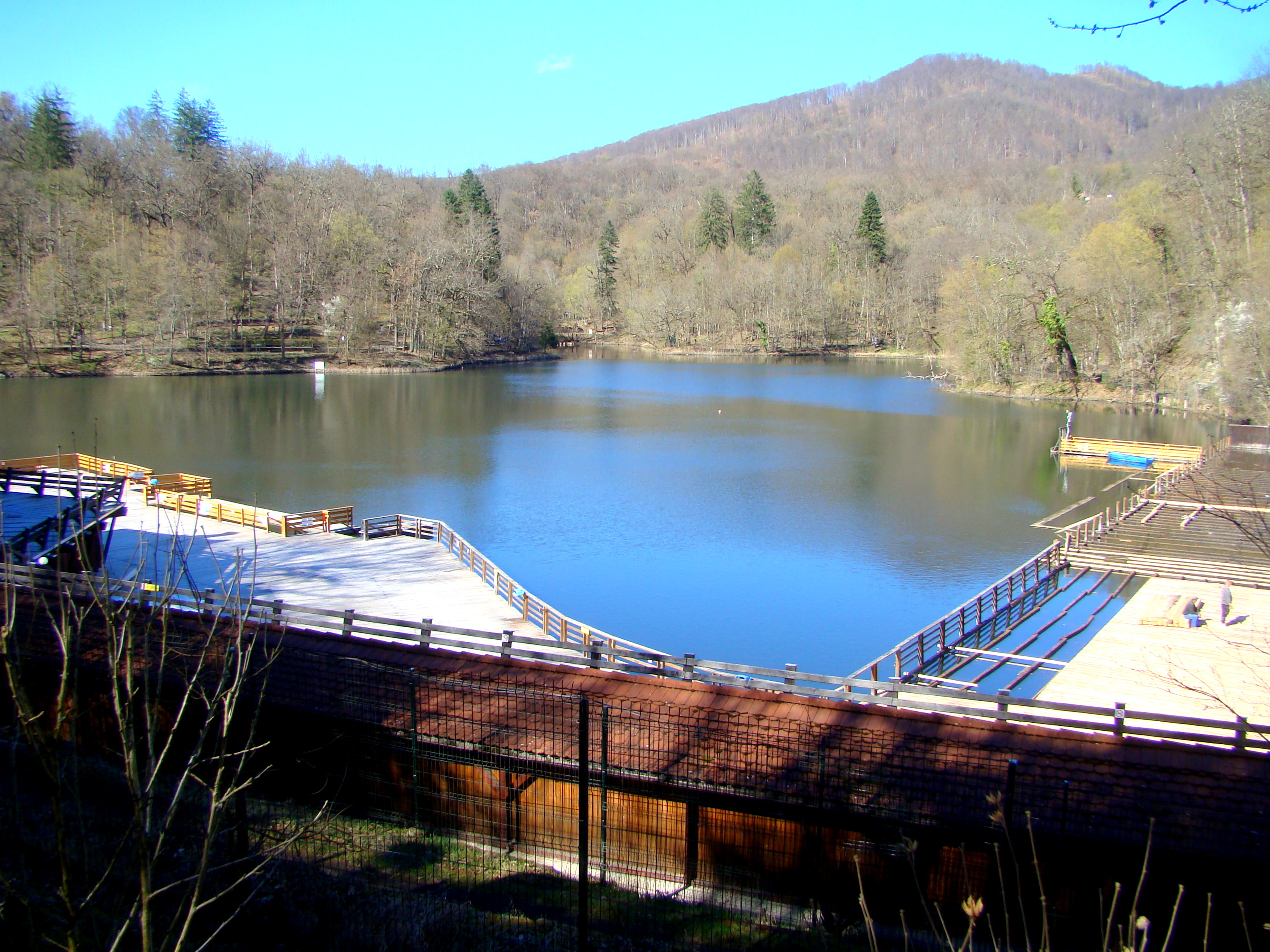
Lacul Ursu din Sovata
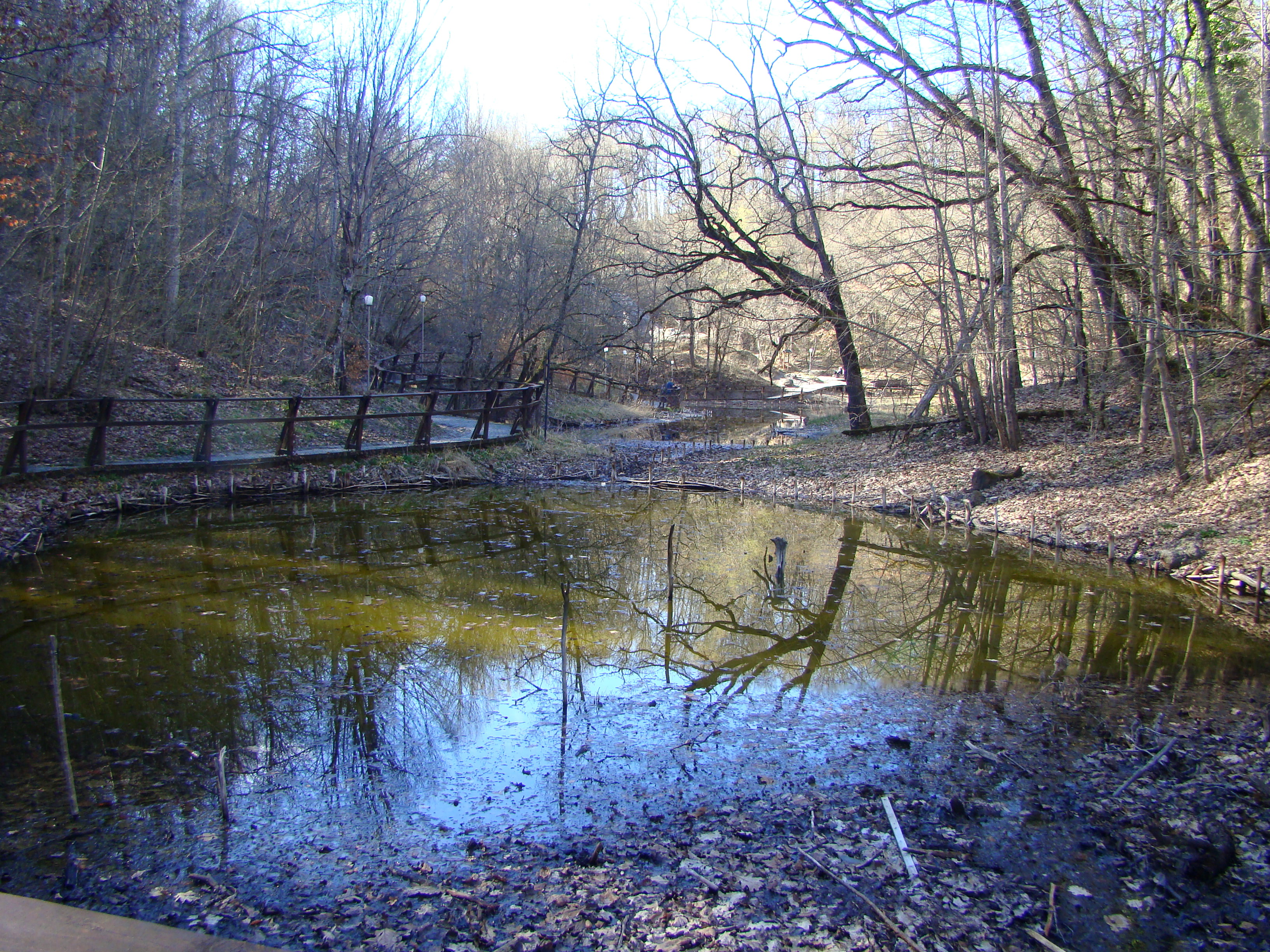
Lacul Verde din Sovata
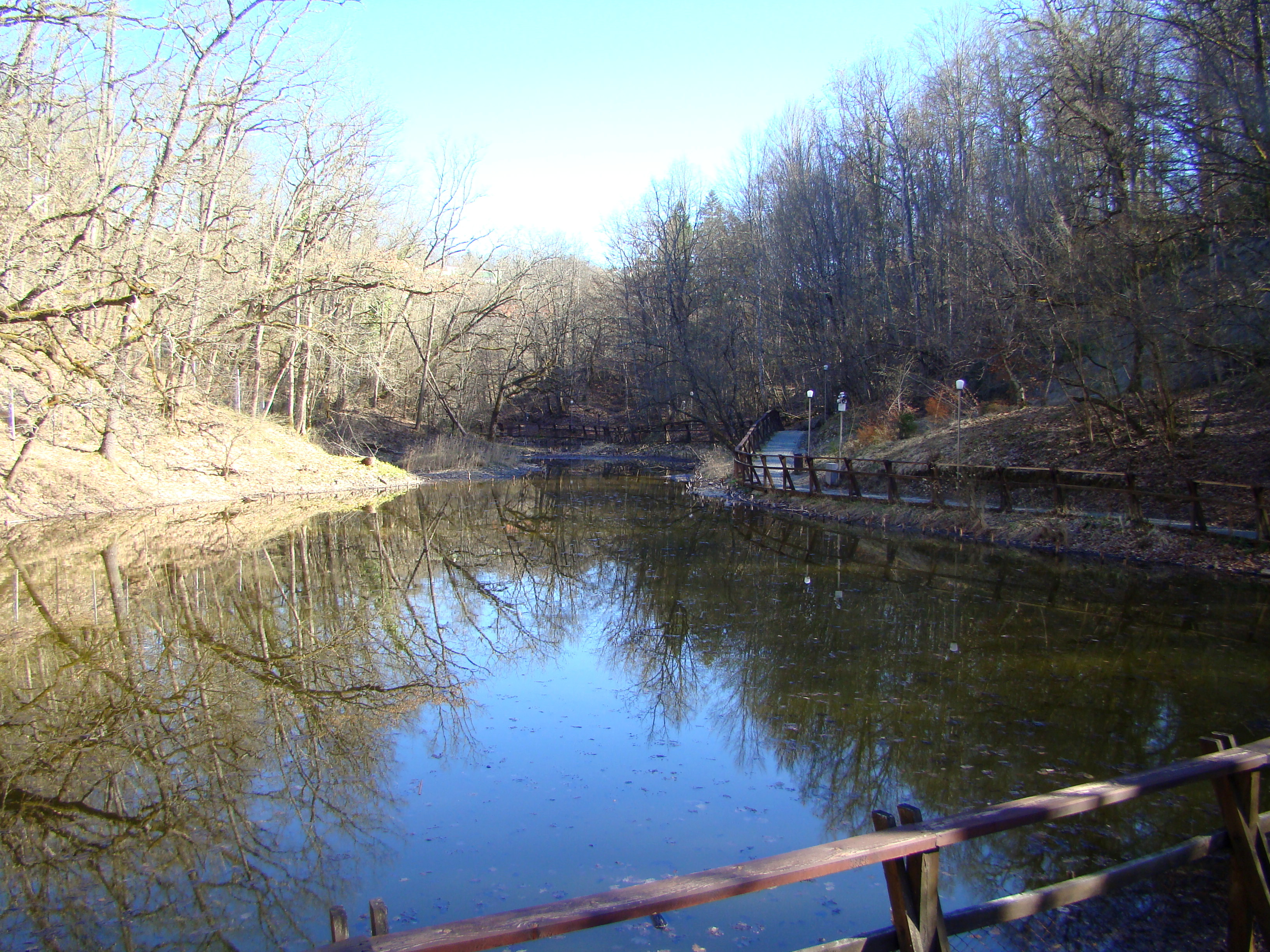
Lacul Roșu din Sovata
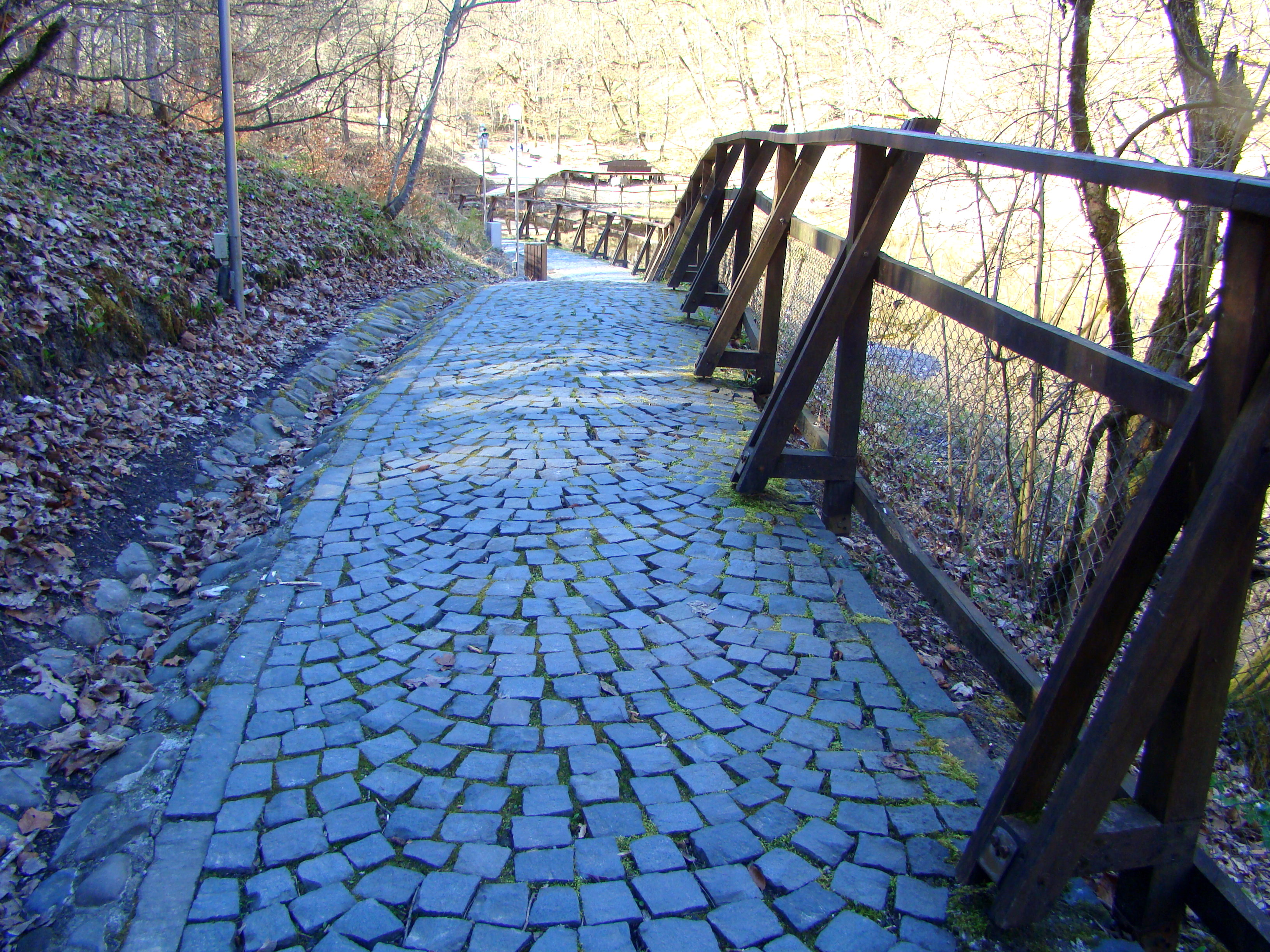
„Drumul Sării”
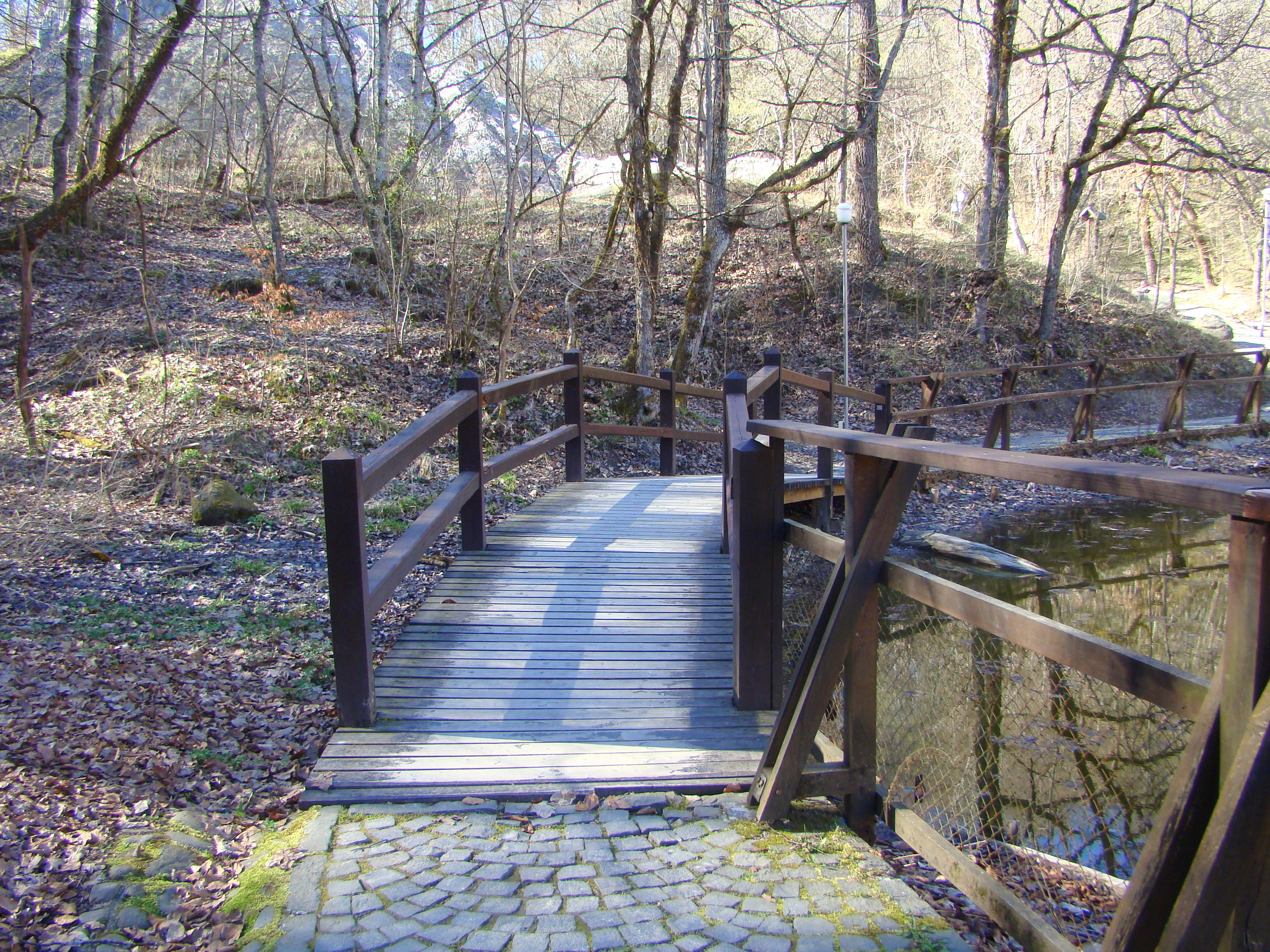
„Drumul Sării”
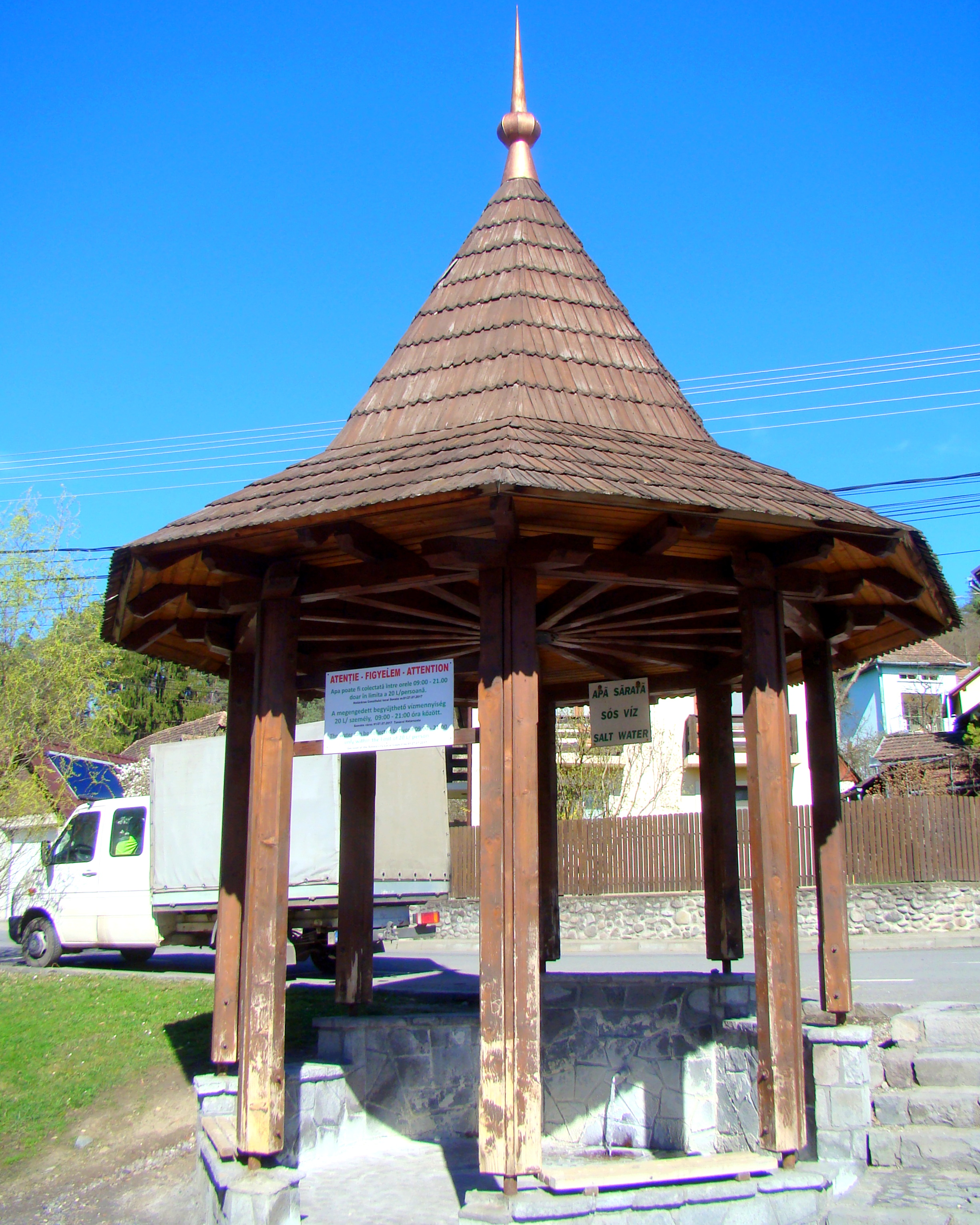
Izvorul cu apă sărată Ghera
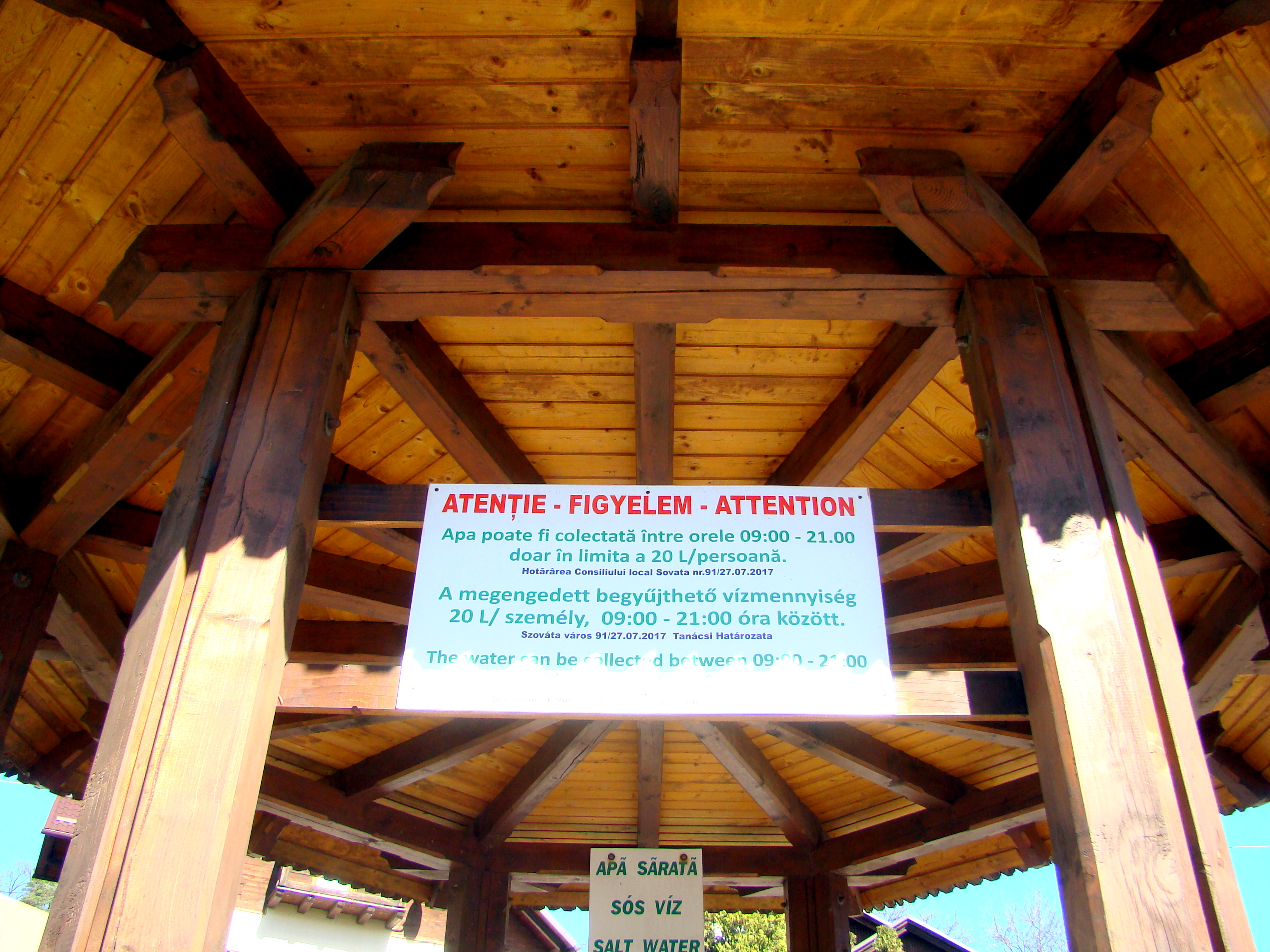
Izvorul cu apă sărată Ghera
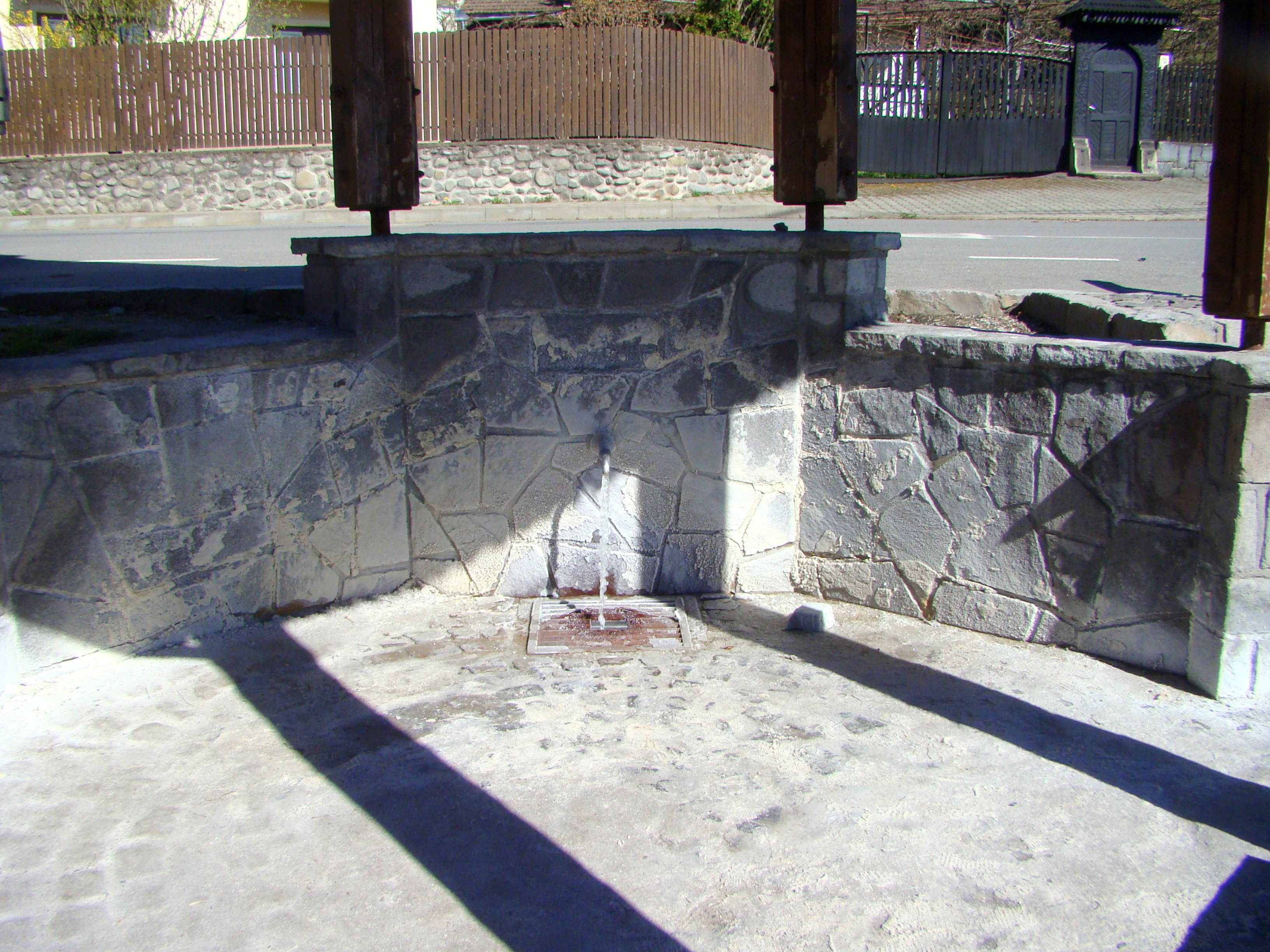
Izvorul cu apă sărată Ghera
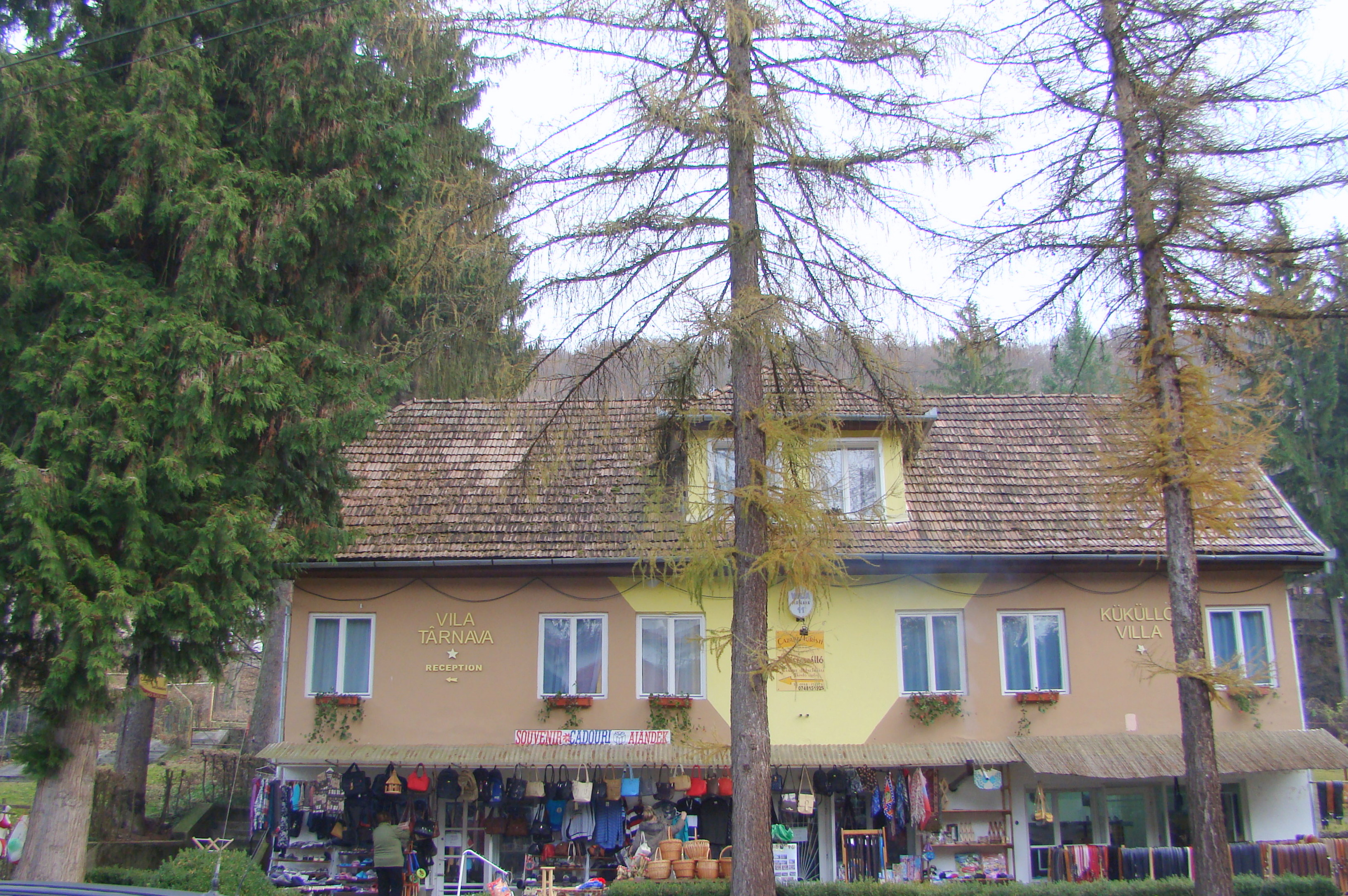
Vila Târnava
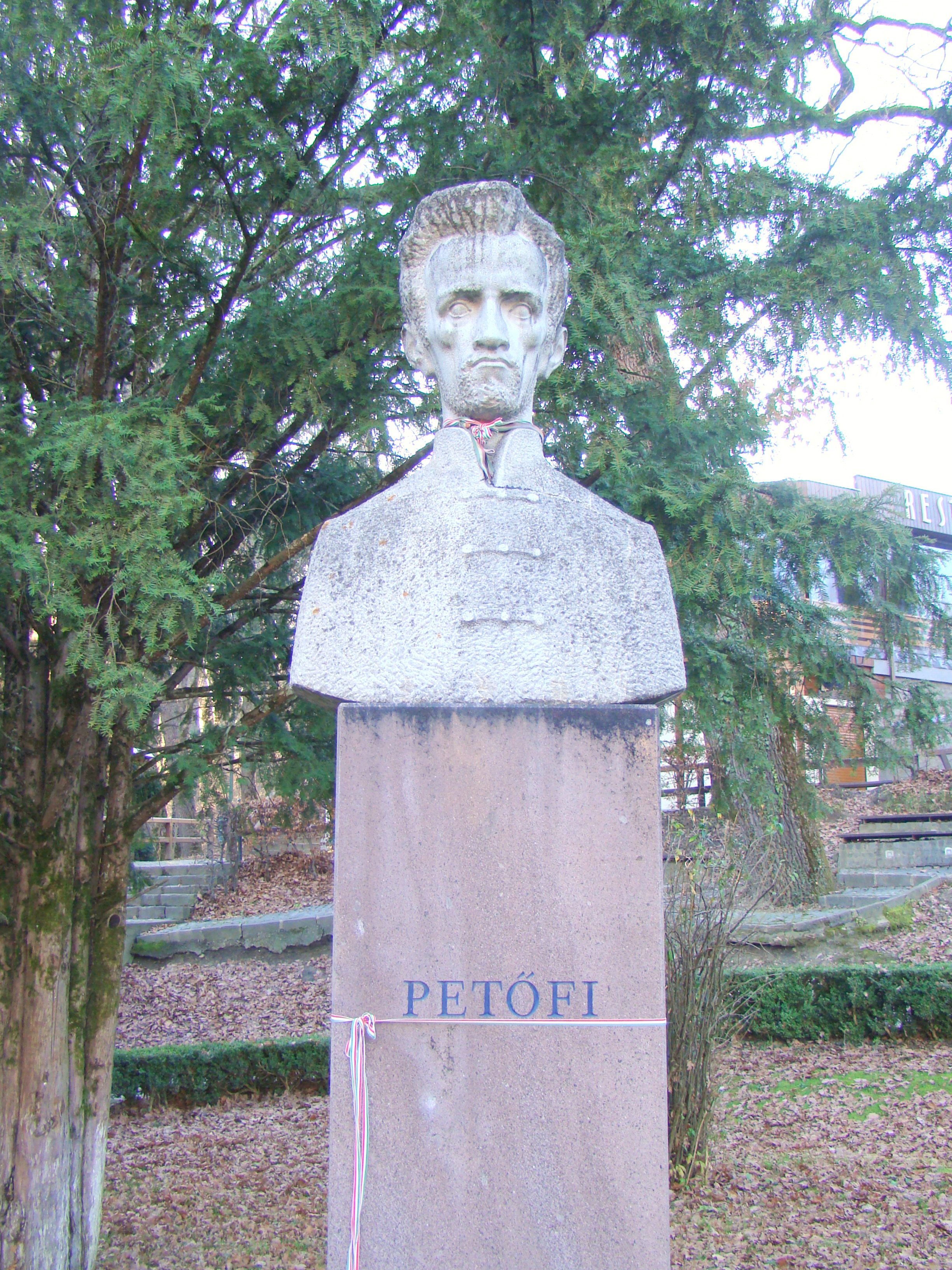
Bustul lui Sándor Petőfi din Piața Petőfi
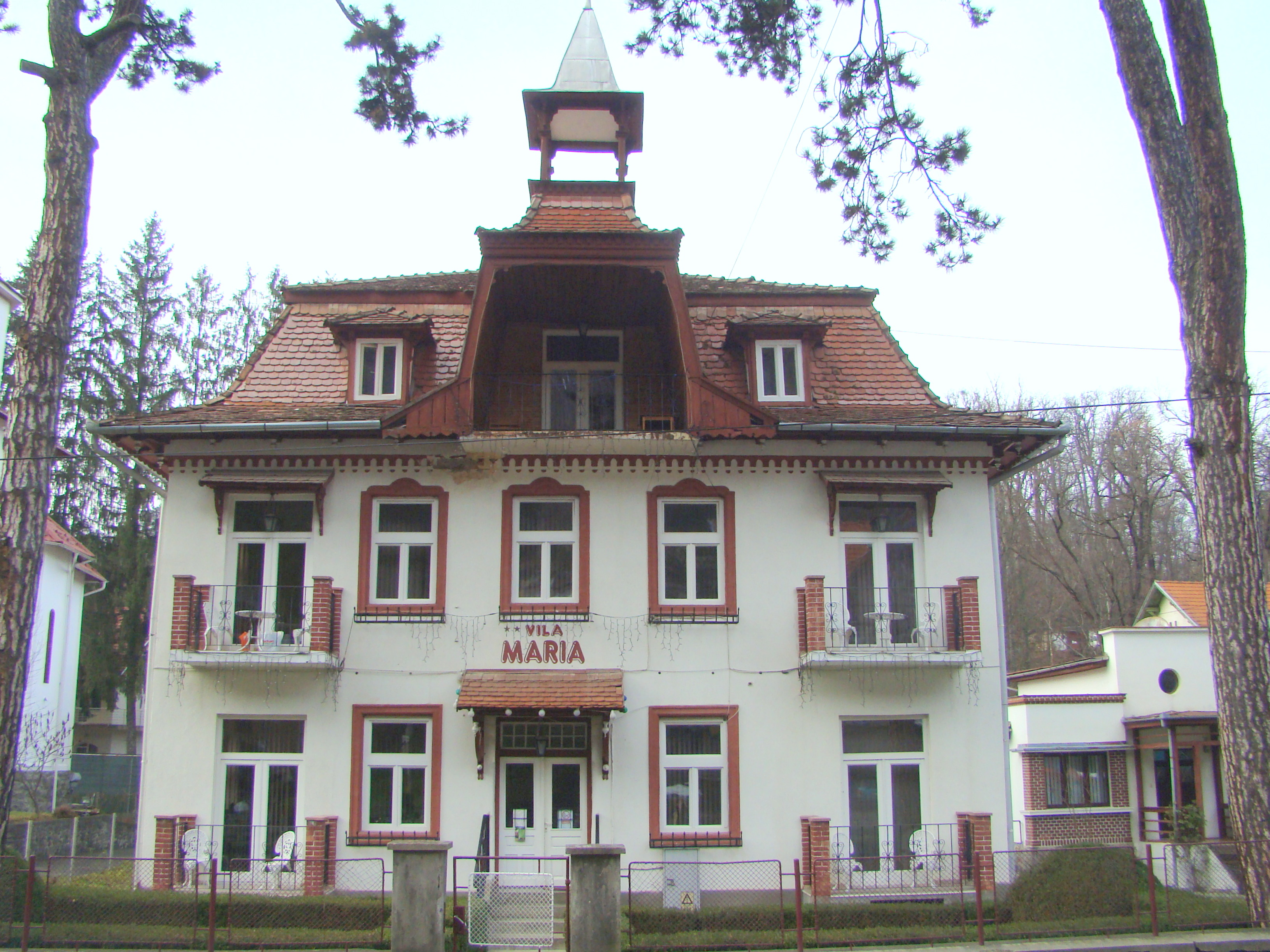
Vila Maria
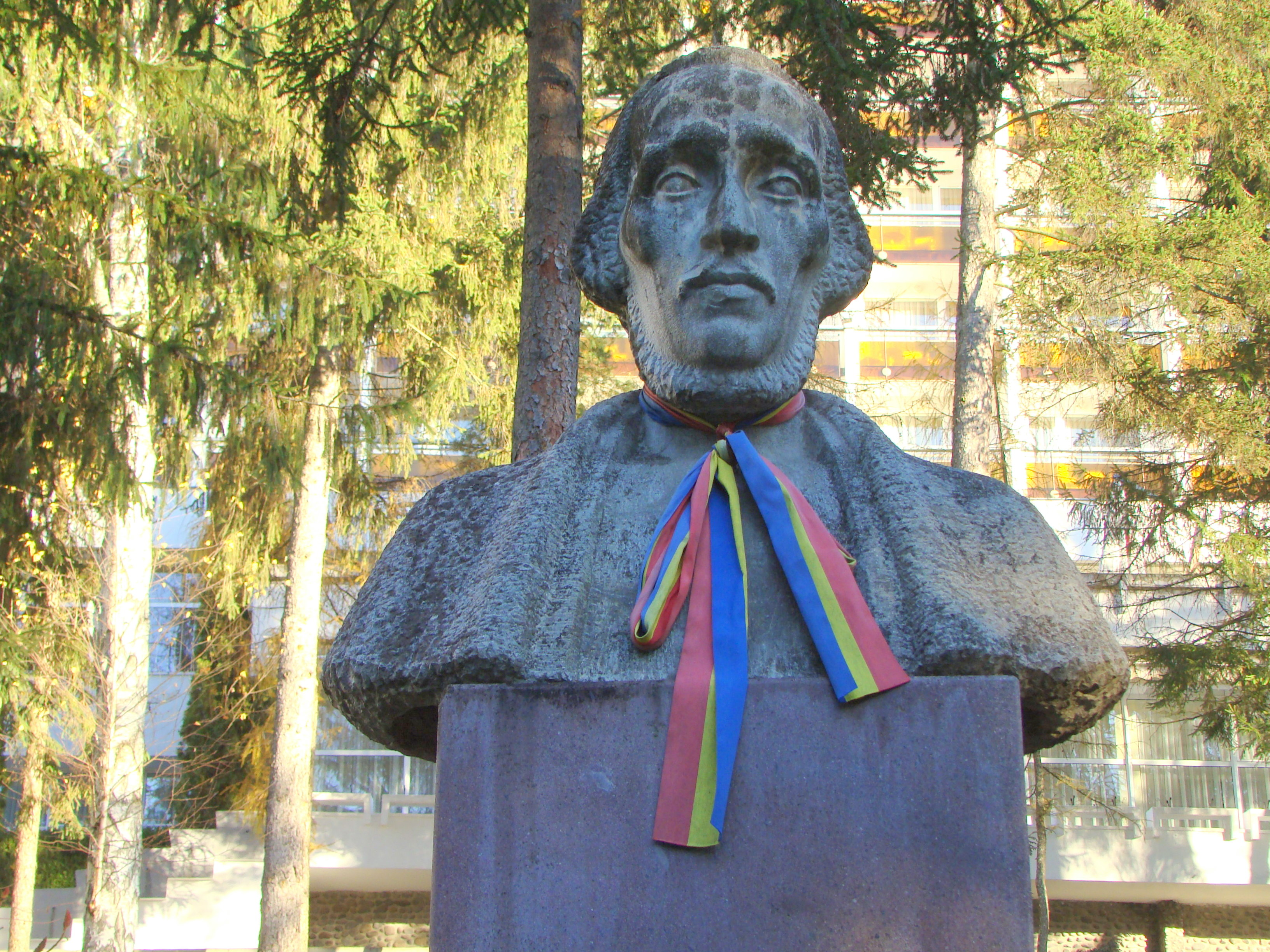
Bustul lui Nicolae Bălcescu
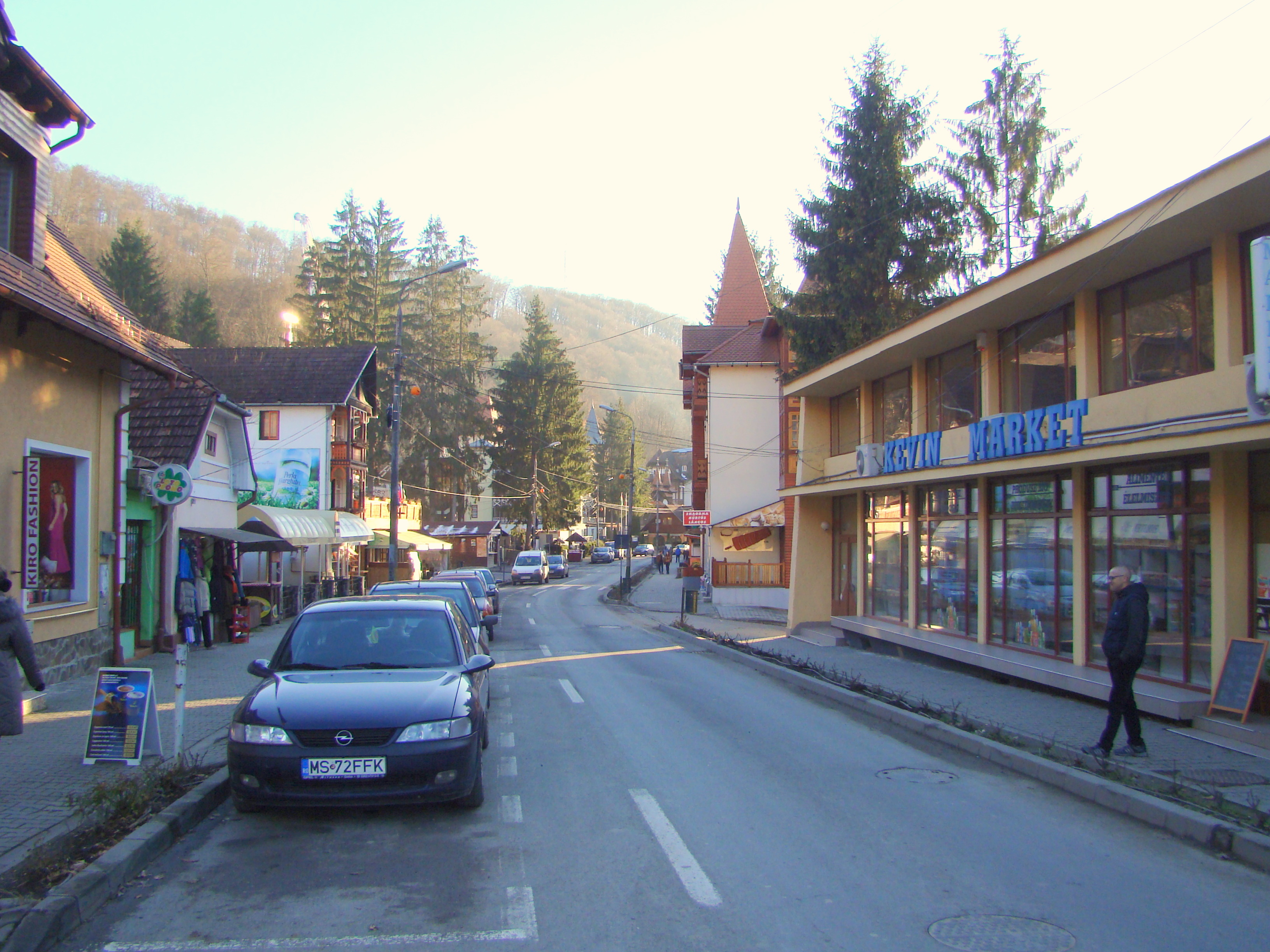
Strada Trandafirilor din Sovata-Băi
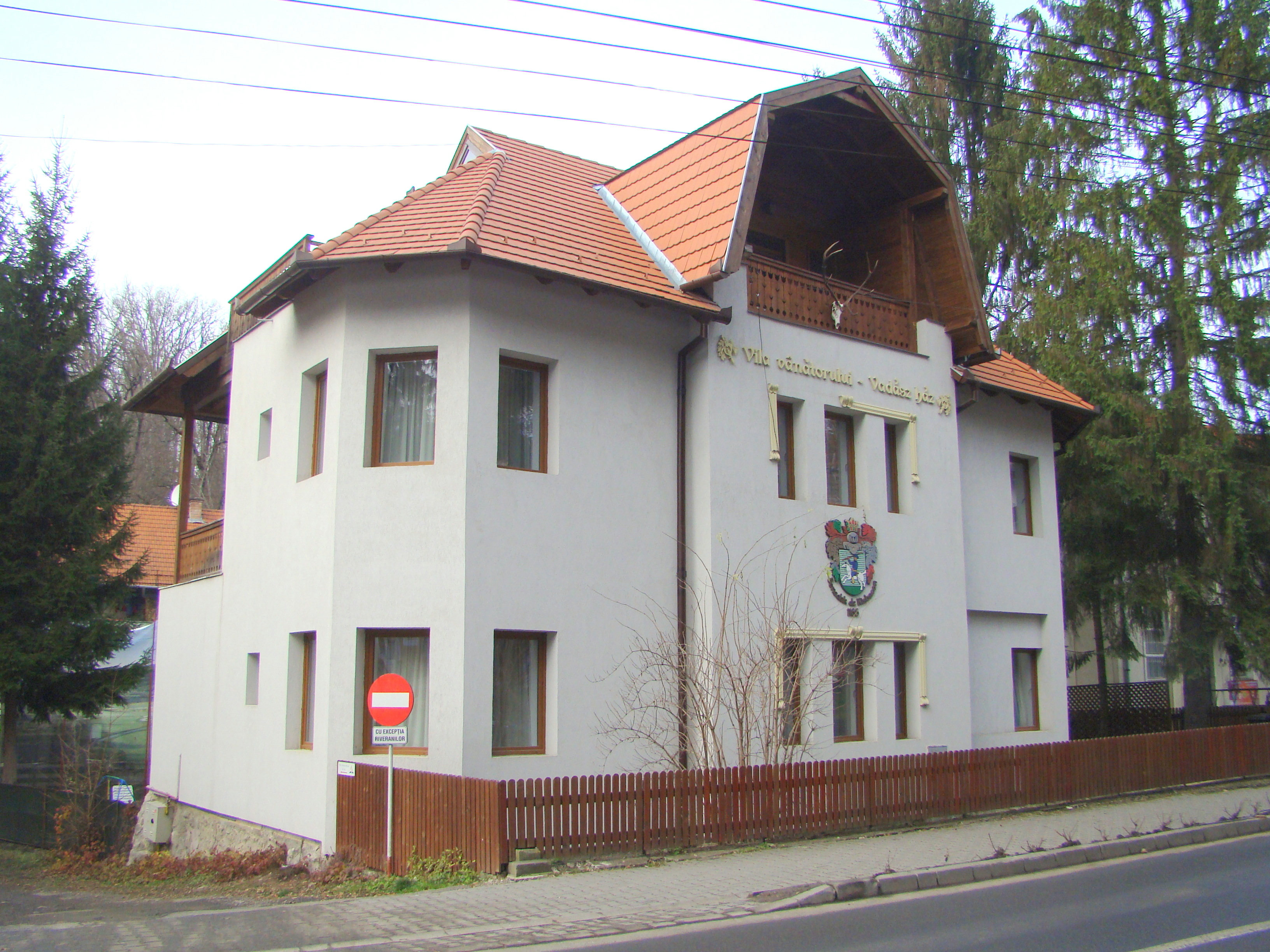
Vila Vânătorului
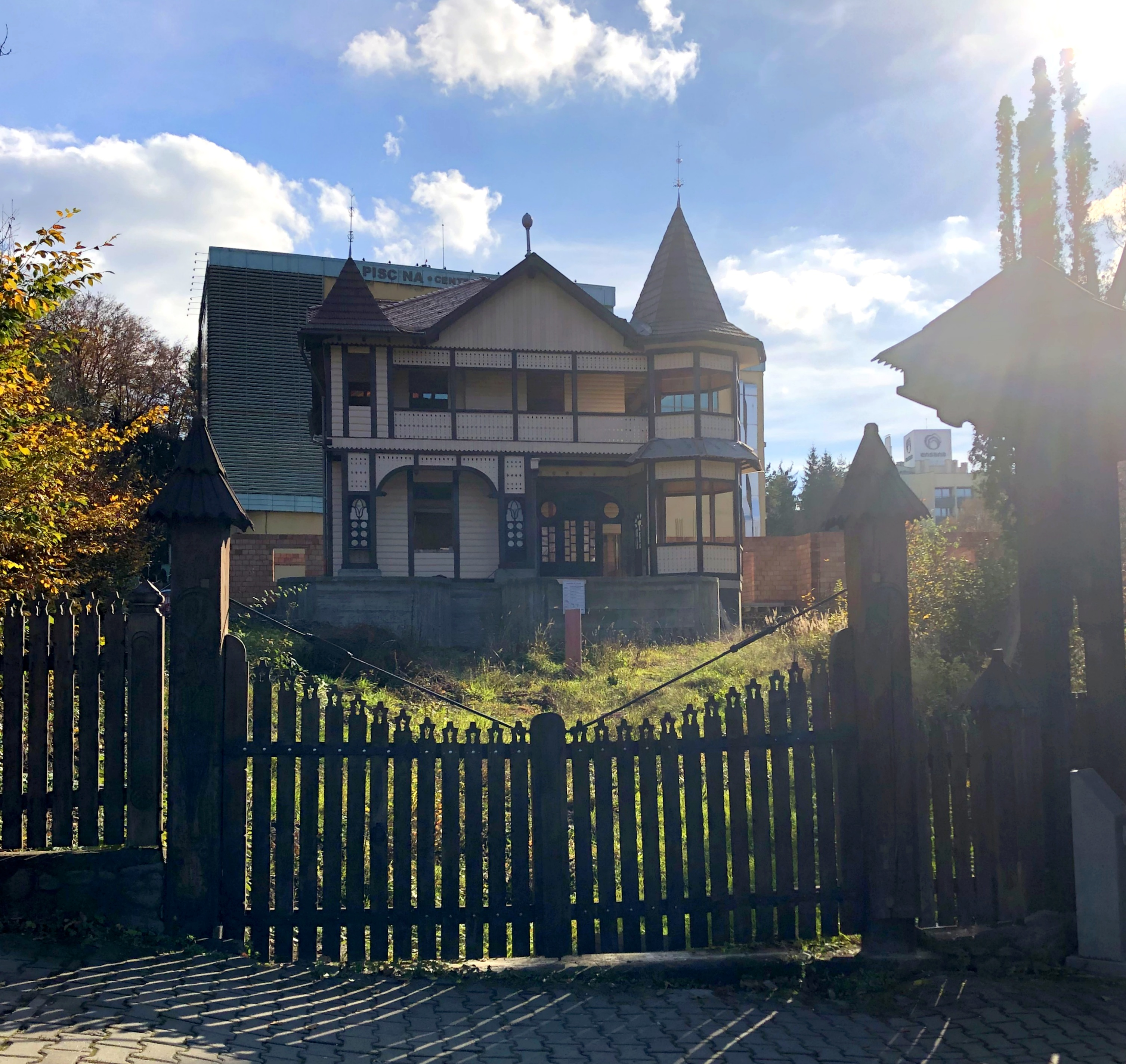
Casa Bernady, monument istoric (aflată în stare de ruină a fost refăcută după planurile inițiale)
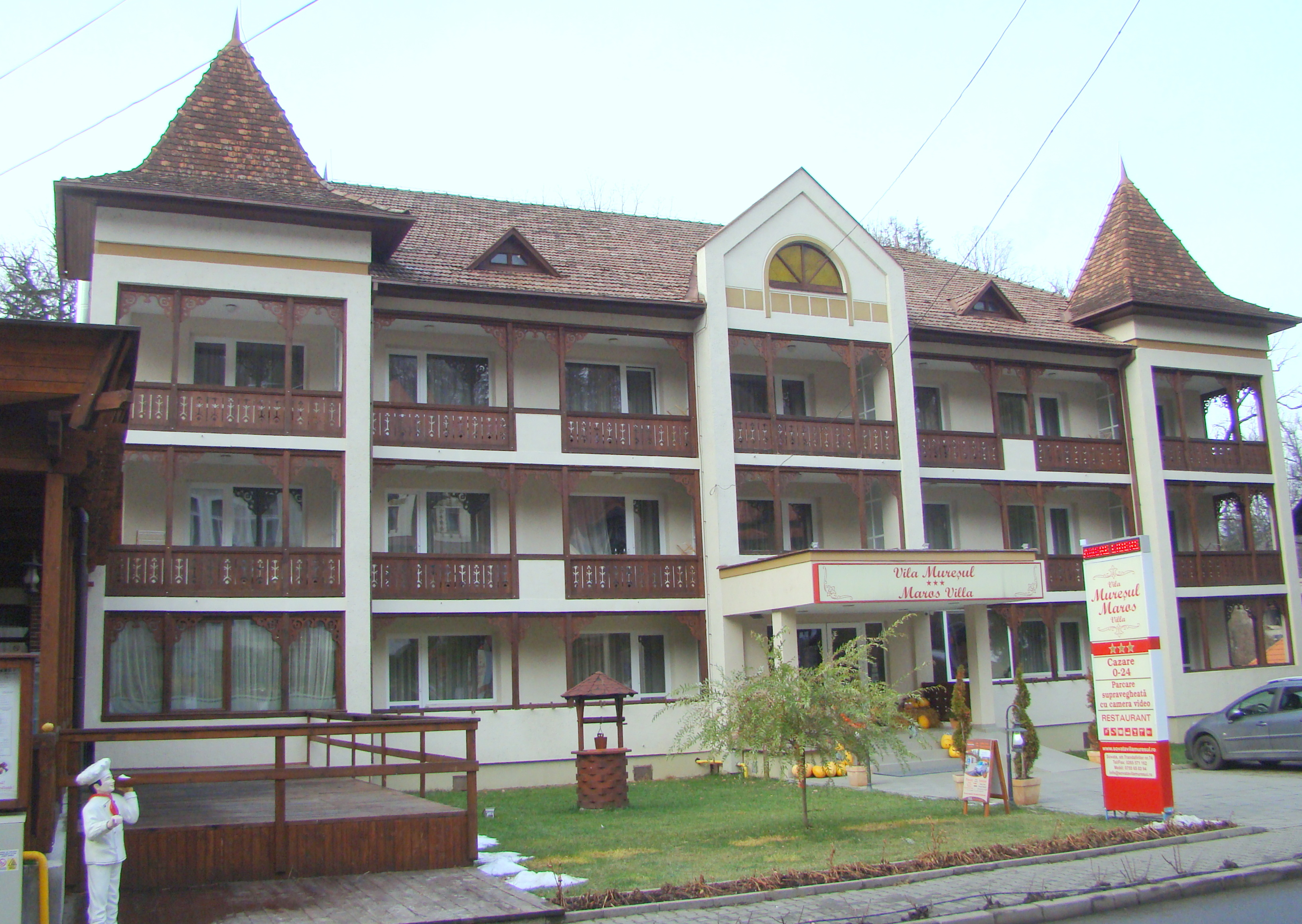
Vila Mureșul
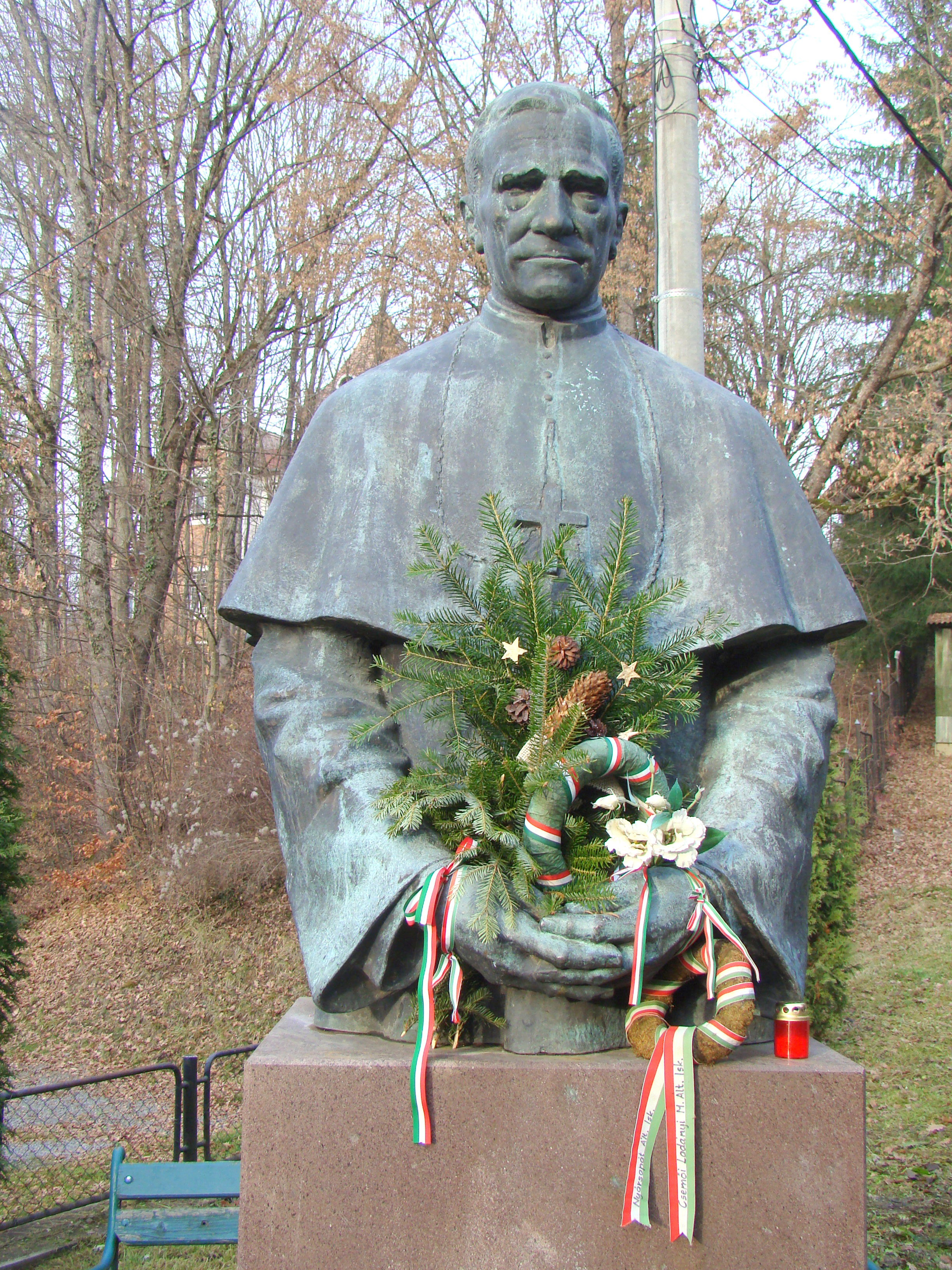
Bustul lui Áron Márton
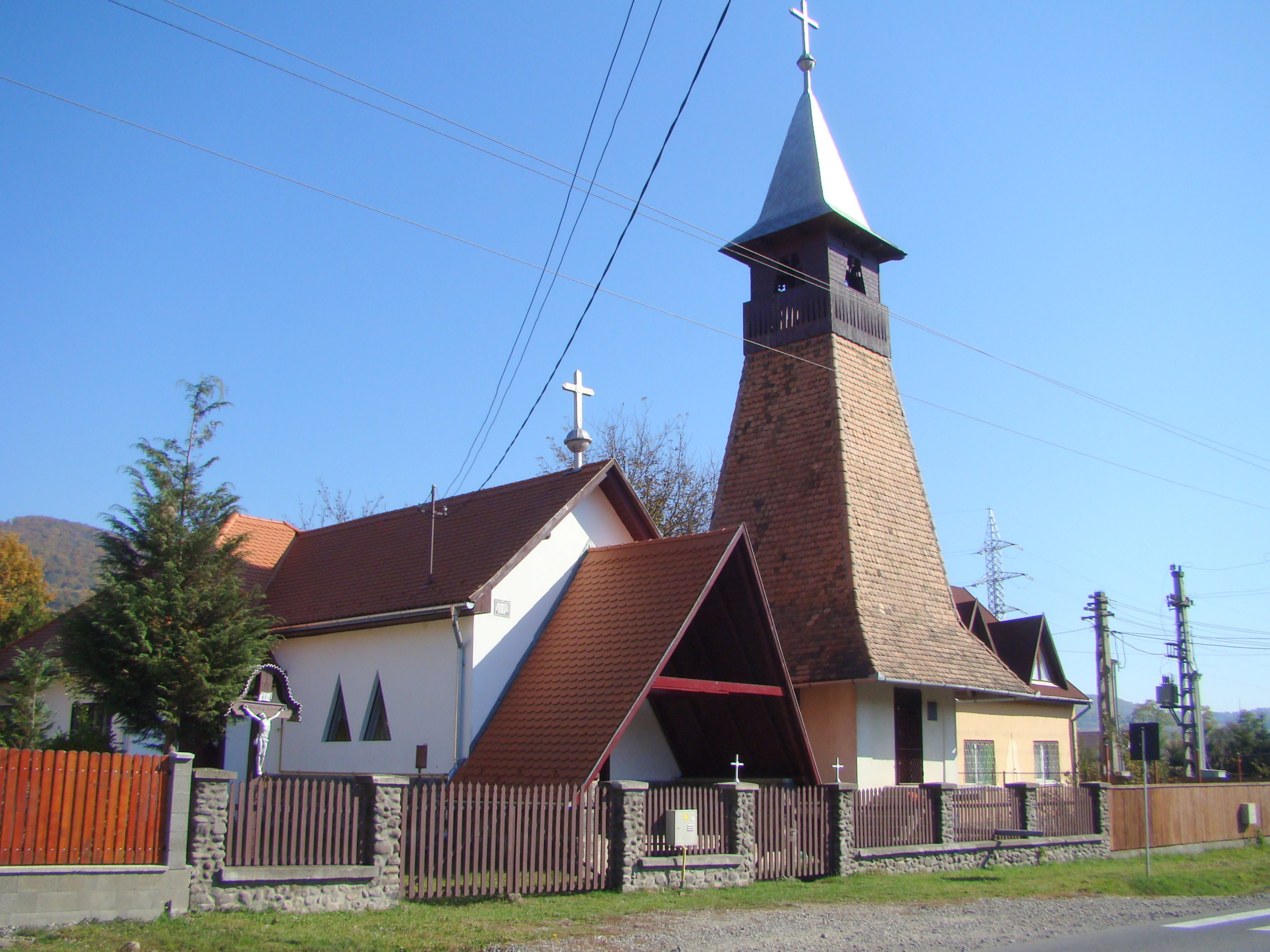
Biserica romano-catolică Săcădat
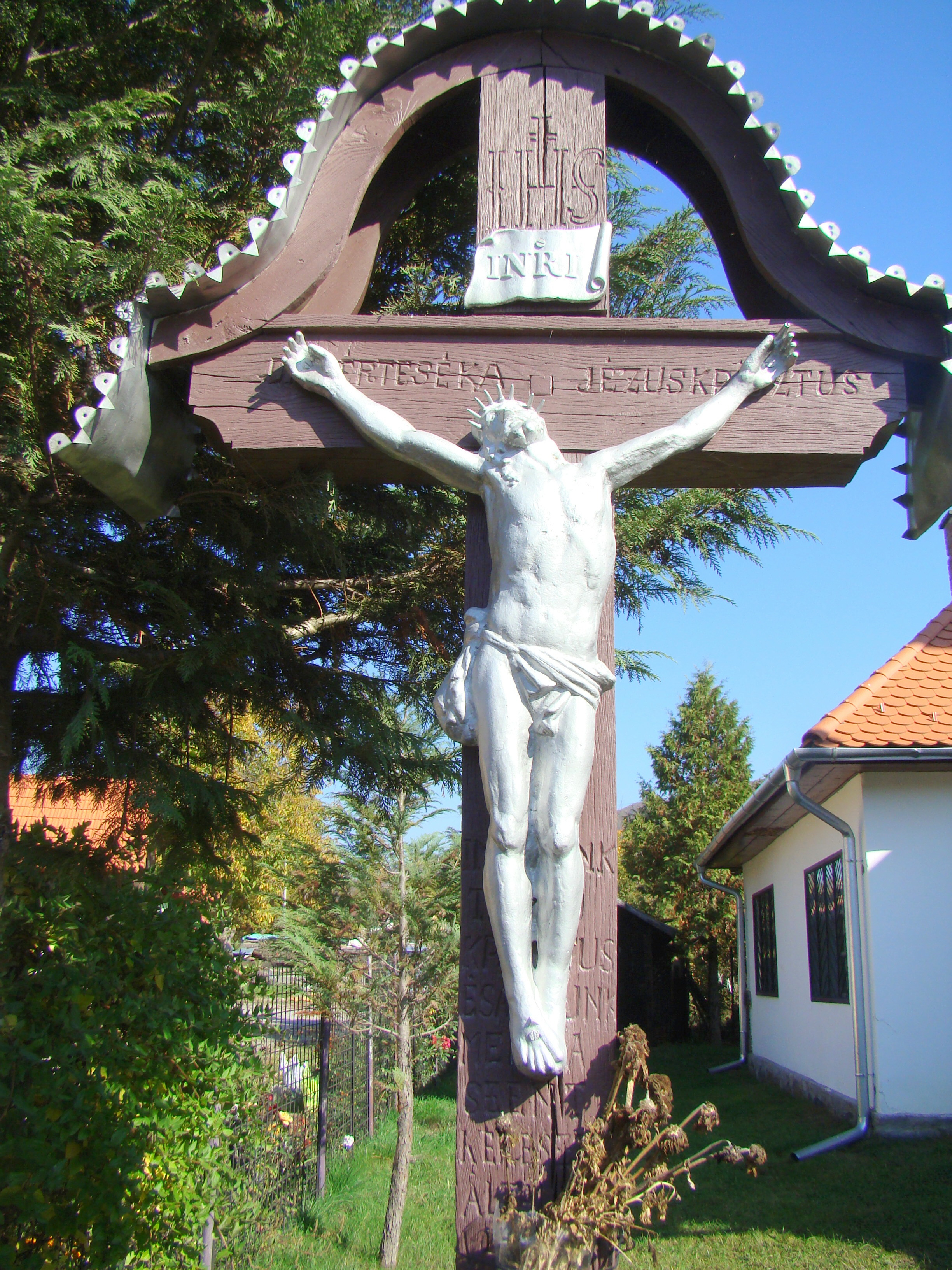
Biserica romano-catolică Săcădat
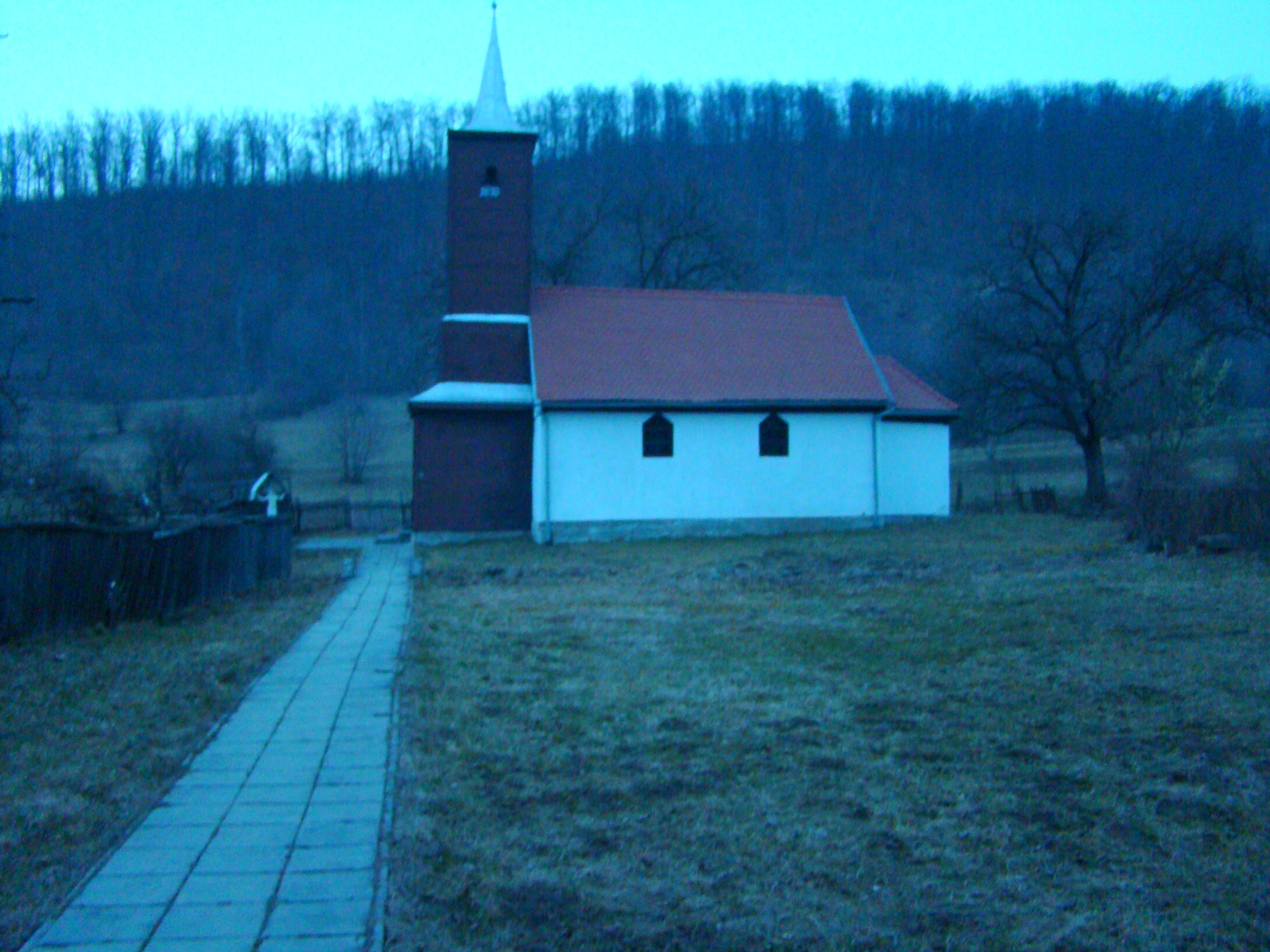
Biserica de lemn din Ilieși
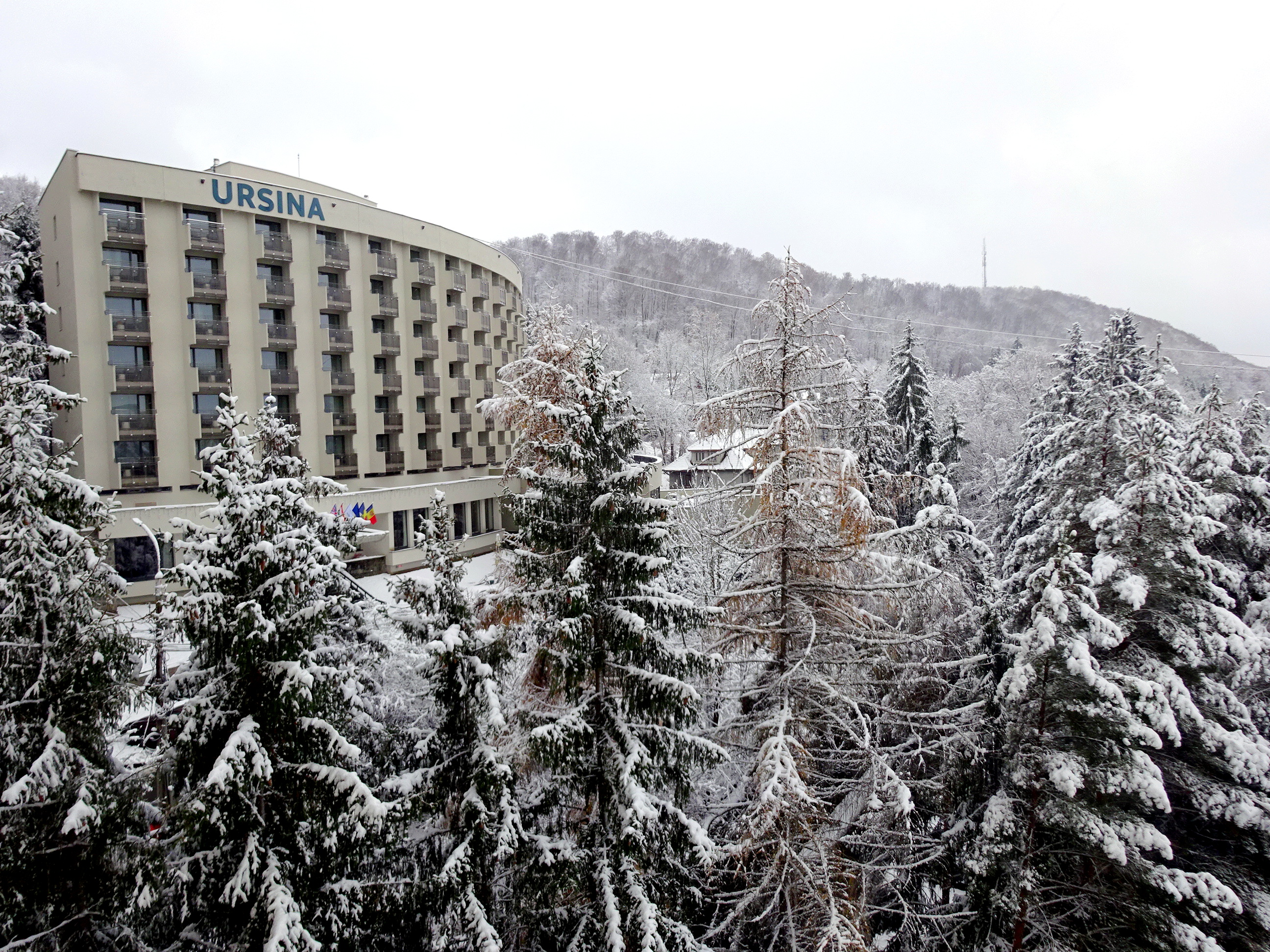
Hotel Ursina (fost Făget)
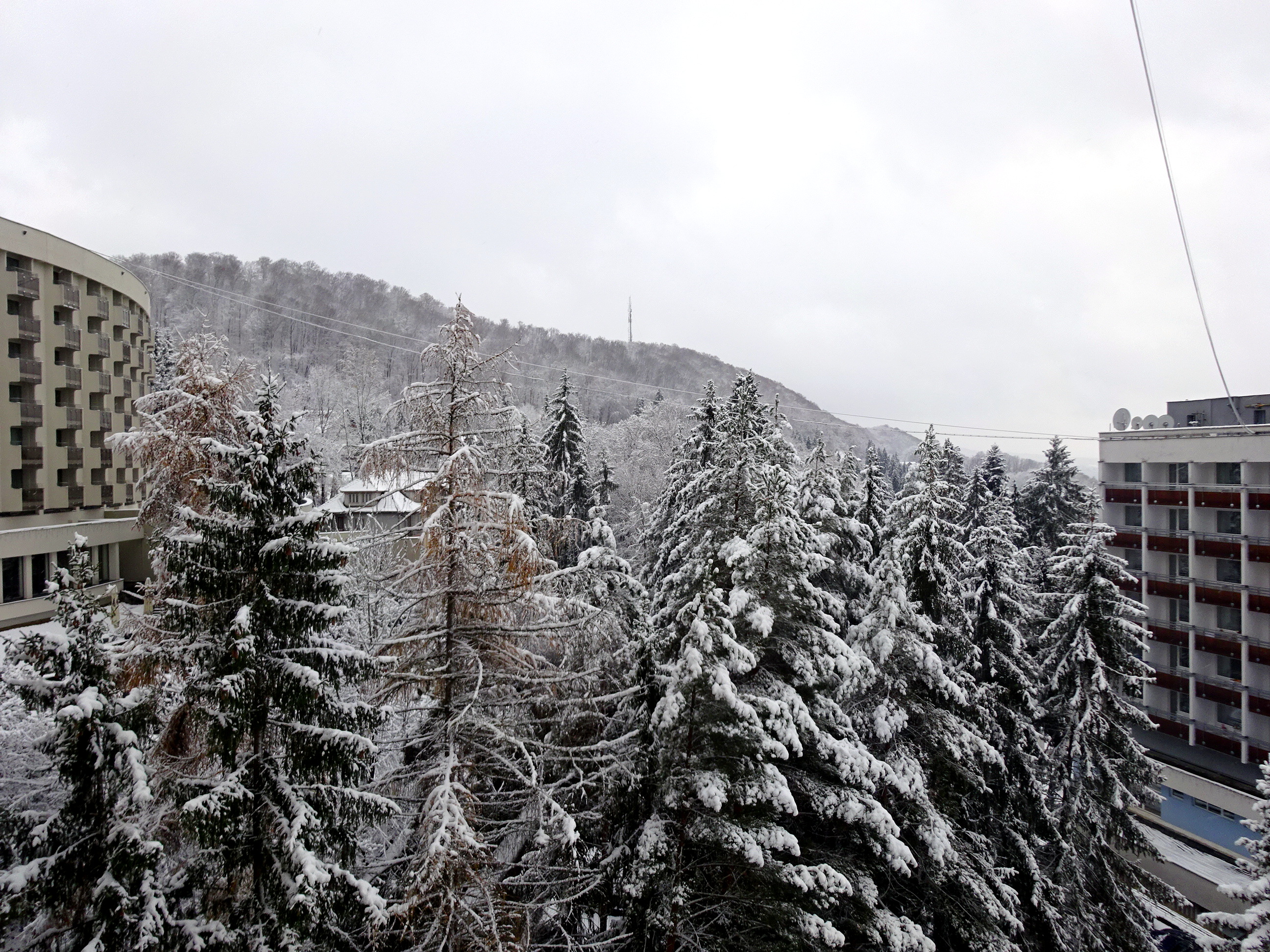
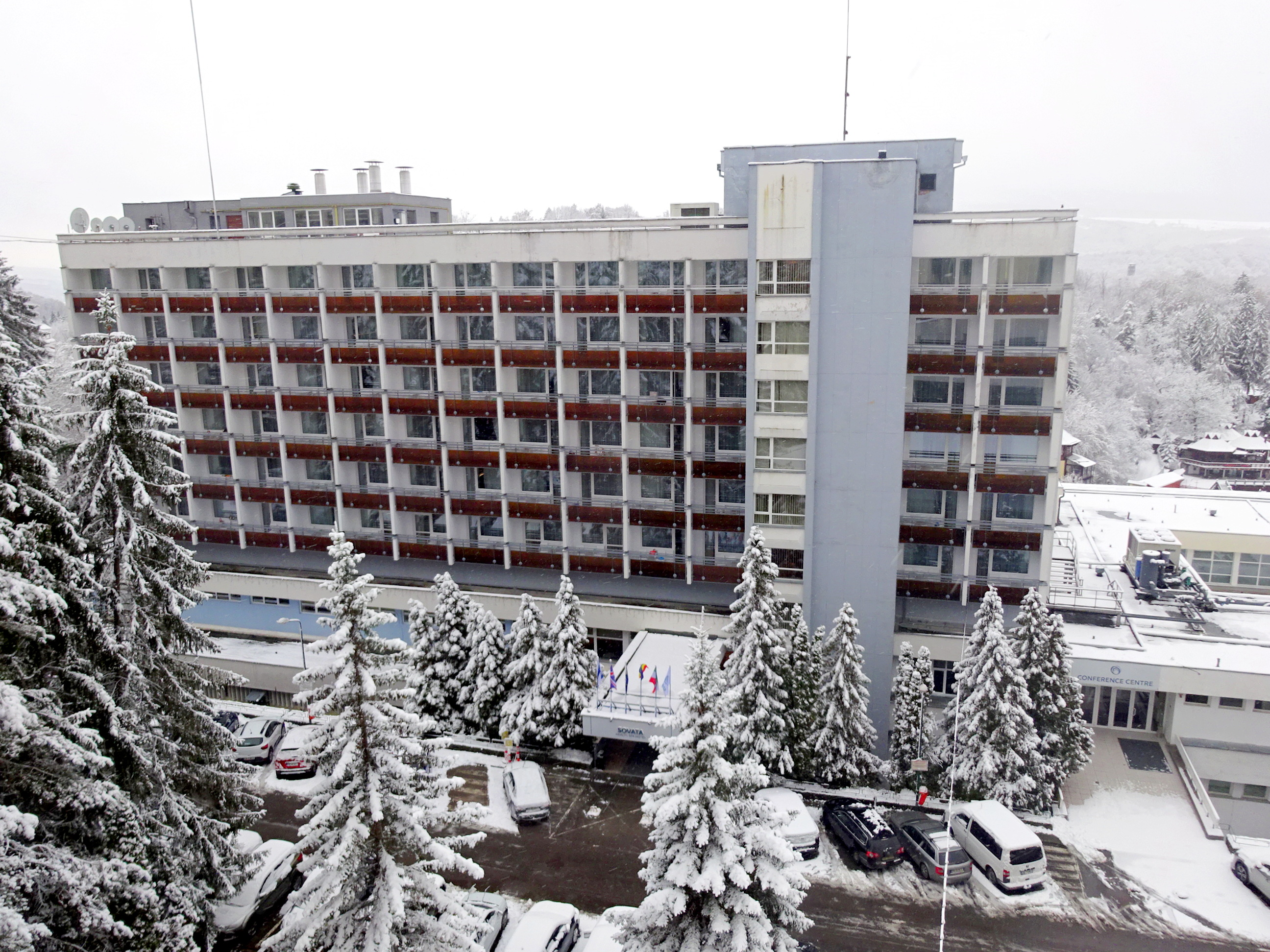
Hotel Sovata
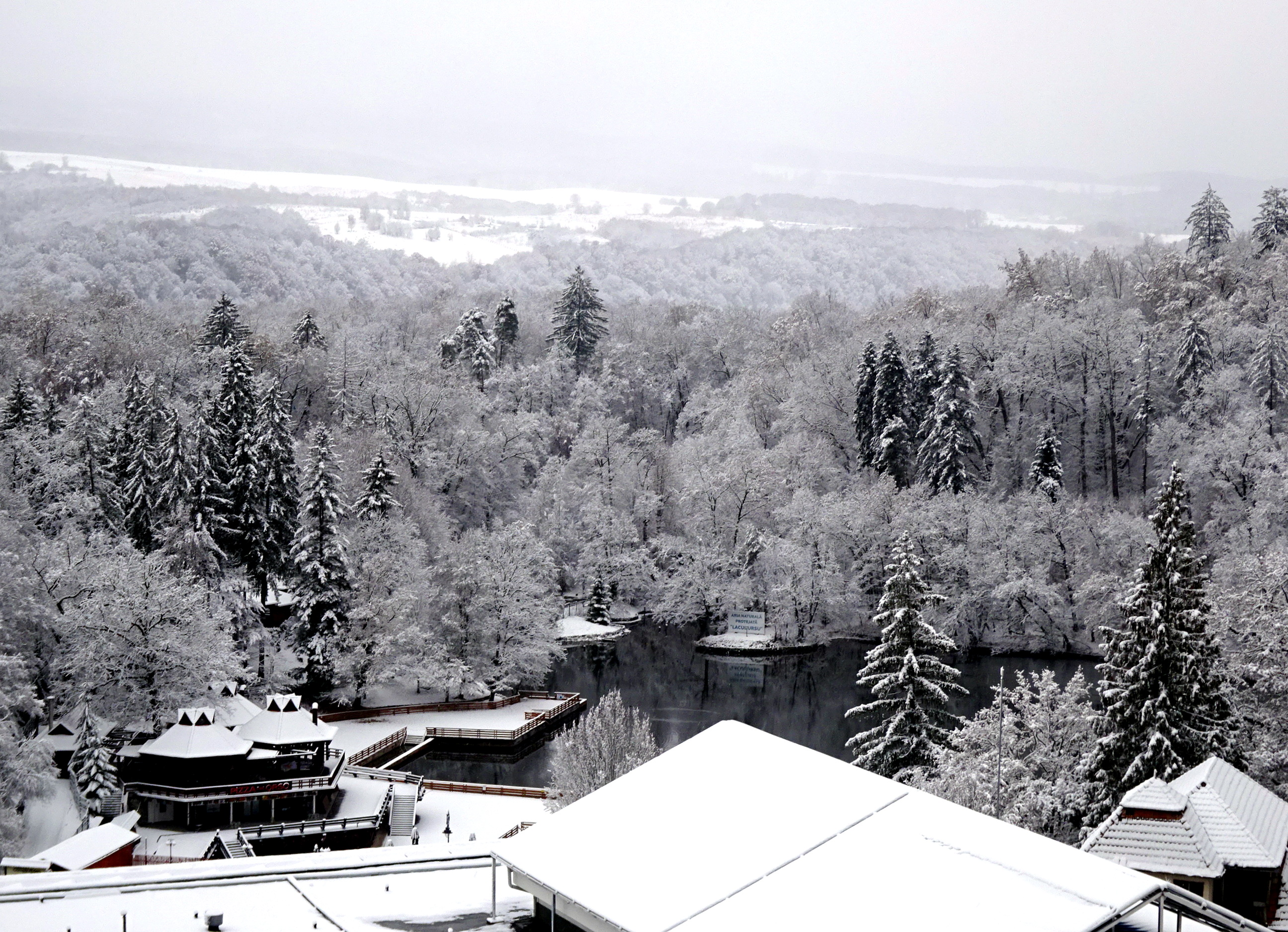
Lacul Ursu iarna